# Джалыково
Джалыково — село в Лаганском районе Калмыкии, административный центр Джалыковского сельского муниципального образования.

## Физико-географическая характеристика
Село расположено на севере Лаганского района в пределах Западной ильменно-бугровой равнины, являющейся частью Прикаспийской низменности, на берегах Михайловского ерика. Высота — 26 м ниже уровня мирового океана. К югу от посёлка расположен ильмень Цапта.
По автомобильной дороге расстояние до столицы Калмыкии города Элиста составляет 330 км, до районного центра города Лагань — 31 км.
Согласно классификации климатов Кёппена-Гейгера климат села семиаридный. Среднегодовая норма осадков — 231 мм, среднегодовая температура воздуха — 10,5 С

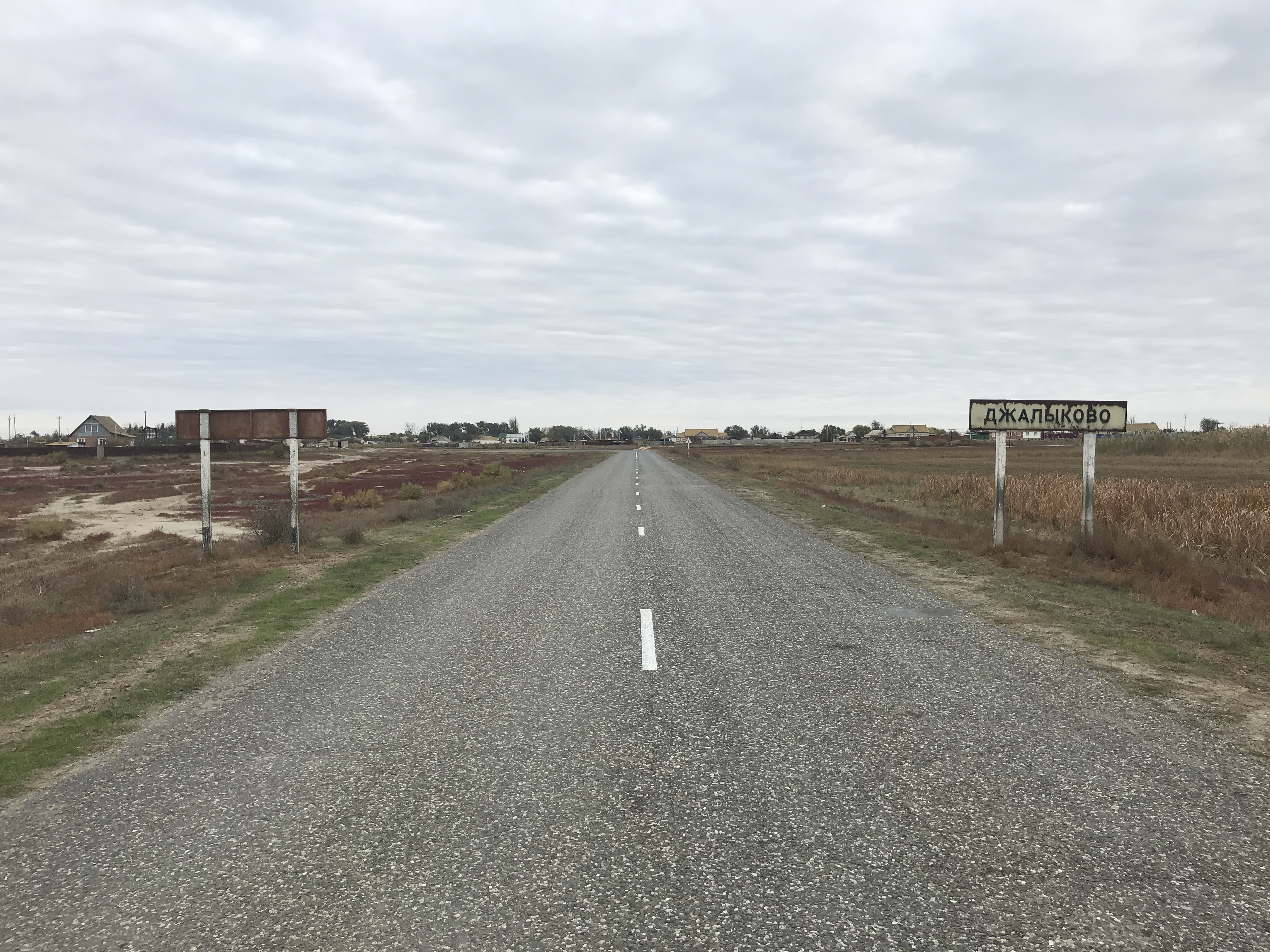
Въезд в Джалыково со стороны Элисты

## Название
Первоначально называлось Михайловка (Михайловский). Современное название в честь служившего в 1927—1934 годах первым секретарём областного ЦК ВКП(б) Хохола Джалыкова (1887—1938).

## История
Предположительно основано в XIX веке как рыбацкий посёлок на казённых землях Мочажного ведомства (прибрежная полоса шириной в одну версту), примыкавших к Яндыковскому улусу калмыцкой степи. Эти земли изначально отводились под временные пристанища рыбаков, однако постепенно здесь возникают стационарные посёлки.
28 декабря 1943 года калмыки, проживавшие в селе, были депортированы. Указом Президиума ВС СССР от 27.12.1943 года «О ликвидации Калмыцкой АССР и образовании Астраханской области в составе РСФСР», как и другие населённые пункты Лаганского улуса Калмыкии посёлок был включён в состав Астраханской области.
В 1956 году в посёлок начали возвращаться калмыки. В 1957 году на основании Указа Президиума ВС СССР от 09.01.1957 года «Об образовании Калмыцкой автономной области в составе РСФСР» посёлок Михайловский возвращён в состав Калмыкии. Название Джалыково было присвоено не позднее 1964 года.
В 1967 г. указом президиума ВС РСФСР село Михайловское переименовано в Джалыково.

## Население
| 2002 | 2010  | 2012  |
| ---- | ----- | ----- |
| 1075 | ↗1087 | ↘1032 |

Этнический состав
| Национальность | Численность | Процент |
| -------------- | ----------- | ------- |
| Калмыки        | 923         | 86,18%  |
| Русские        | 95          | 8,87%   |
| Казахи         | 38          | 3,55%   |
| Украинцы       | 6           | 0,56%   |
| Аварцы         | 3           | 0,28%   |
| Белорусы       | 3           | 0,28%   |
| Корейцы        | 3           | 0,28%   |
| Всего          | 1071        | 100%    |

## Социальная инфраструктура
В селе имеется несколько магазинов, дом культуры и библиотека. Среднее и дошкольное образование жители села получают в Джалыковском центре образования имени Бембеева. Медицинское обслуживание жителей обеспечивают врачебная амбулатория и расположенная в городе Лагань Лаганская центральная районная больница.
Село электрифицировано, газифицировано, в селе действует система централизованного водоснабжения (открыт в 2014 году).

## Достопримечательности

### Галсан-хурул
Галсан-хурул — первый буддийский храм, построенный на территории республики. Название «Галсан» (по-тибетски — «подобный первому цветку лотоса») хурулу дал Далай-лама XIV, который лично освятил хурул во время визита в Калмыкию в 1992 году. С 1994 по 1998 год в молельном доме работал Улан-лама из Монголии. В настоящее время в Галсан хуруле два раза в месяц ведут службу монахи из Лаганского хурула.

### Галерея

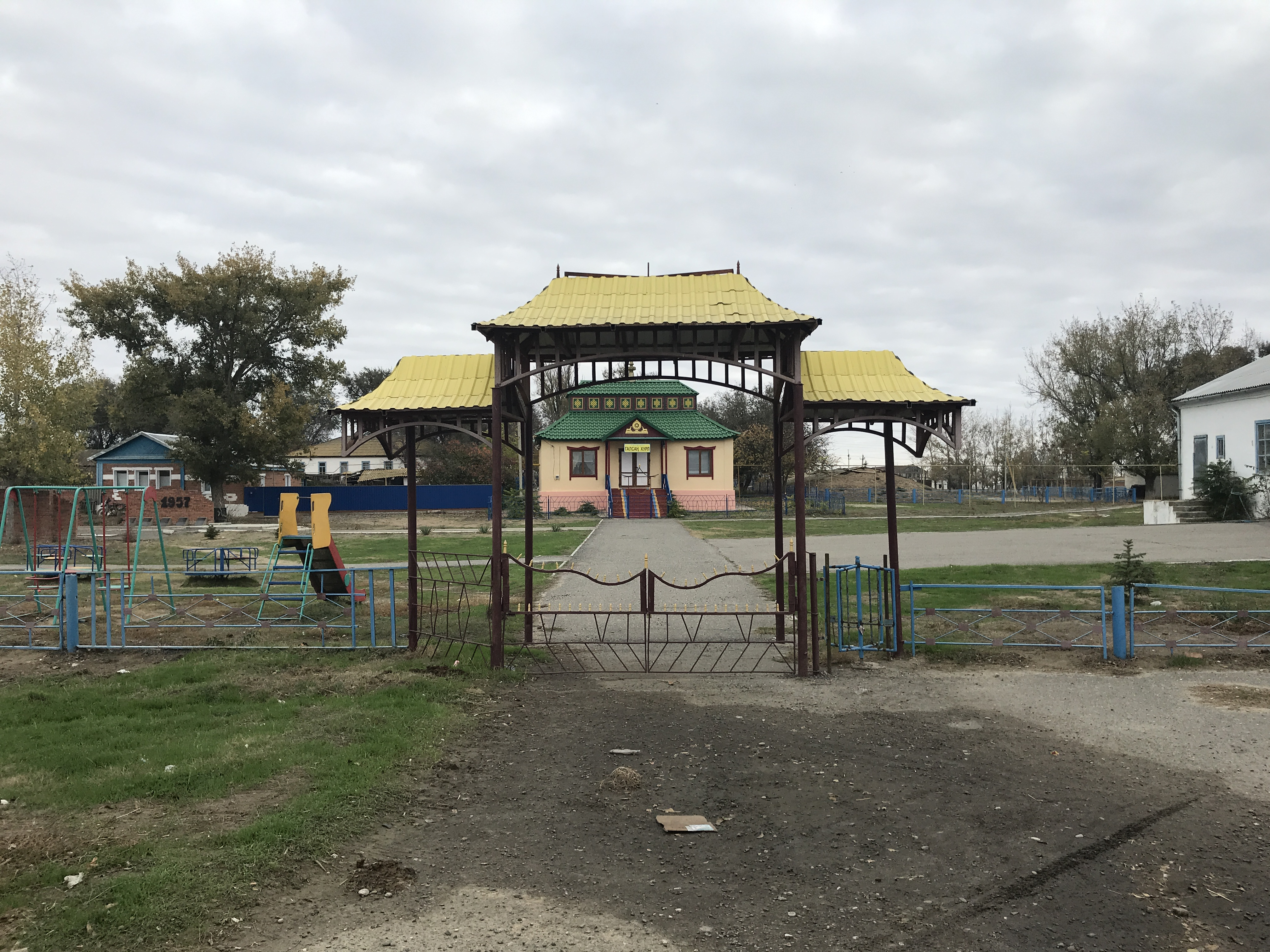
Галсан-Хурул
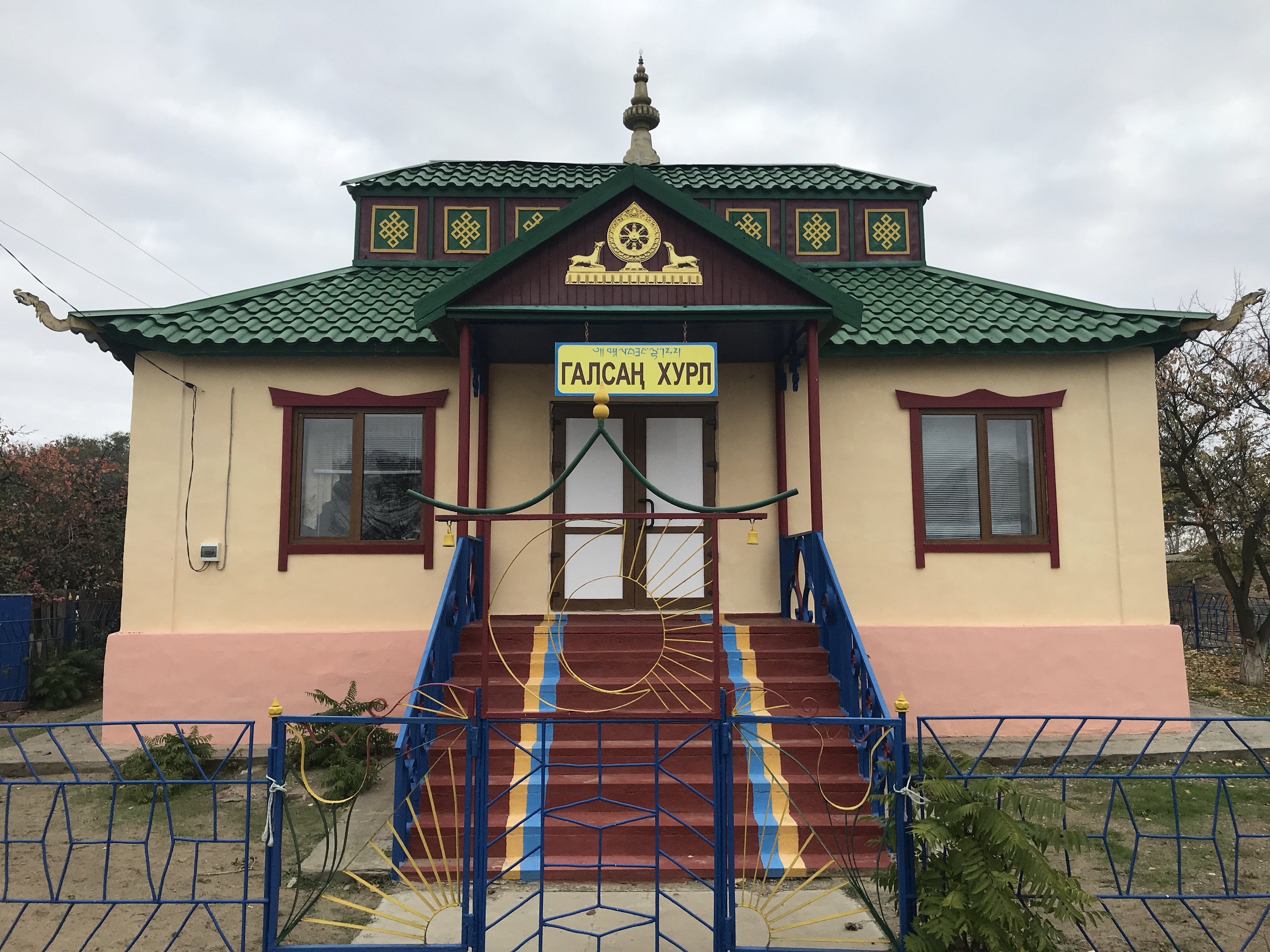
Галсан-Хурул
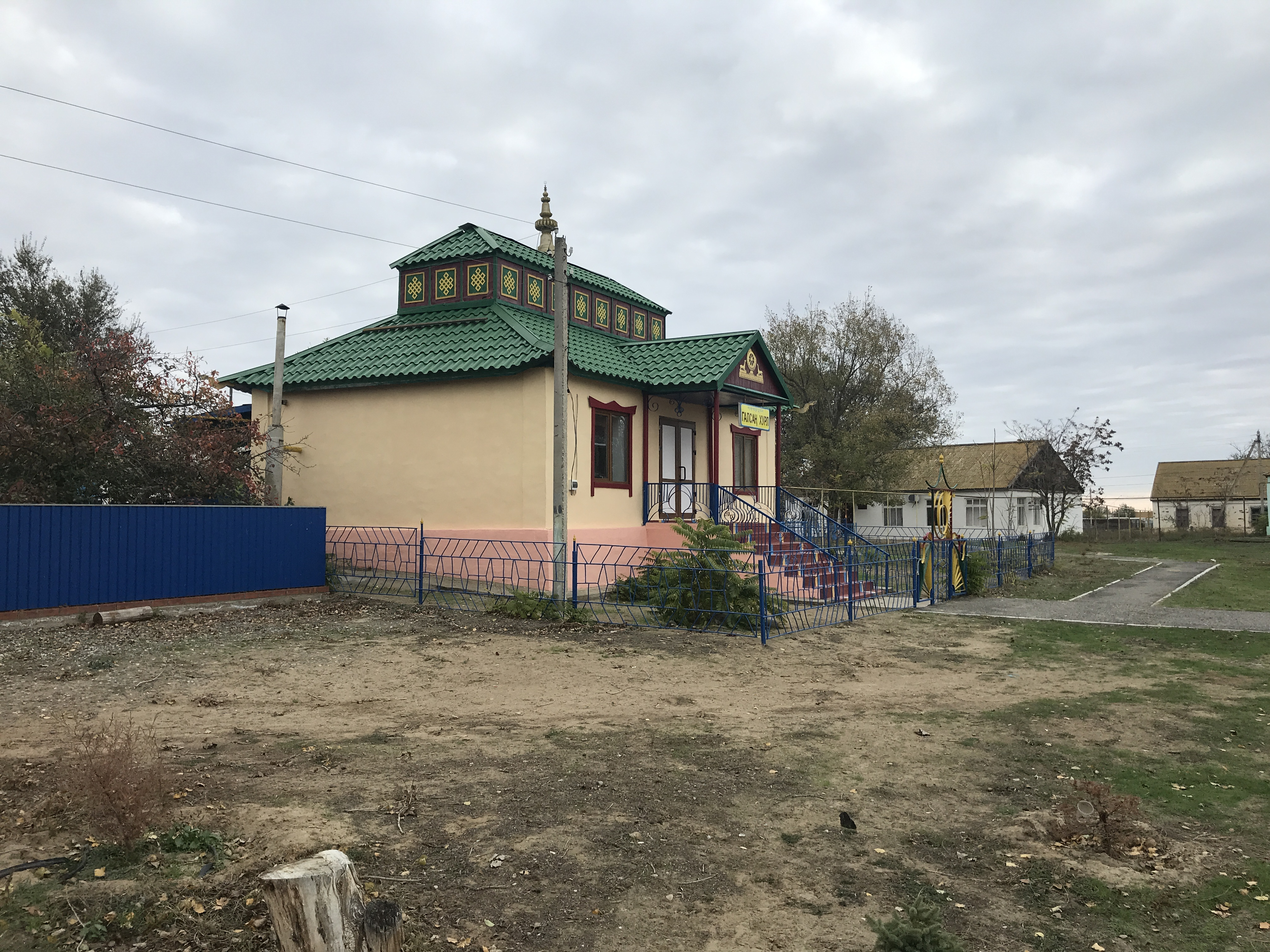
Галсан-Хурул

### Мемориал памяти погибших
Рядом с Галсан-хурулом расположен мемориал памяти погибшим во время Великой Отечественной войне и во время Депортации калмыков.

### Галерея

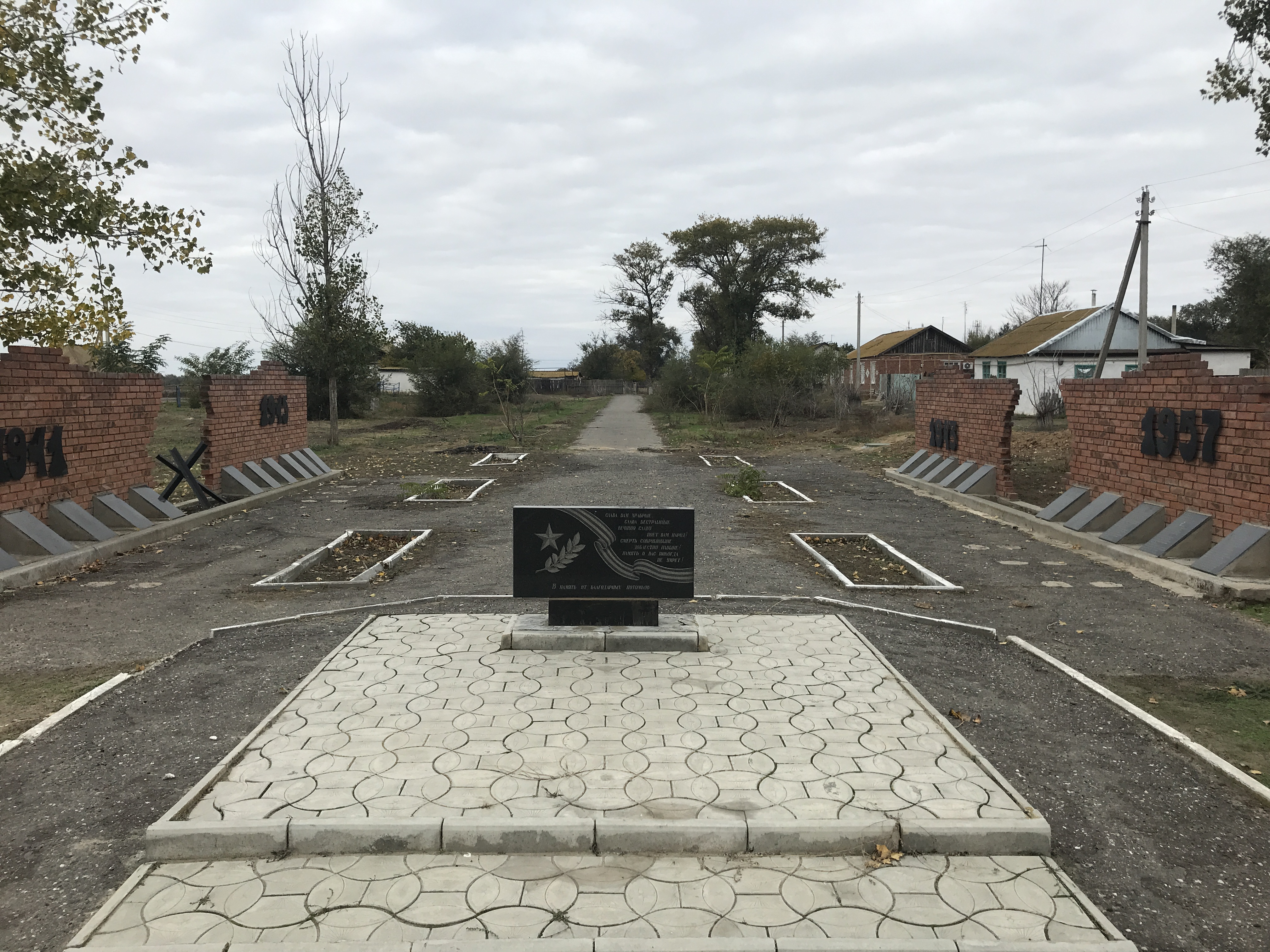
Монумент и мемориал в Джалыково
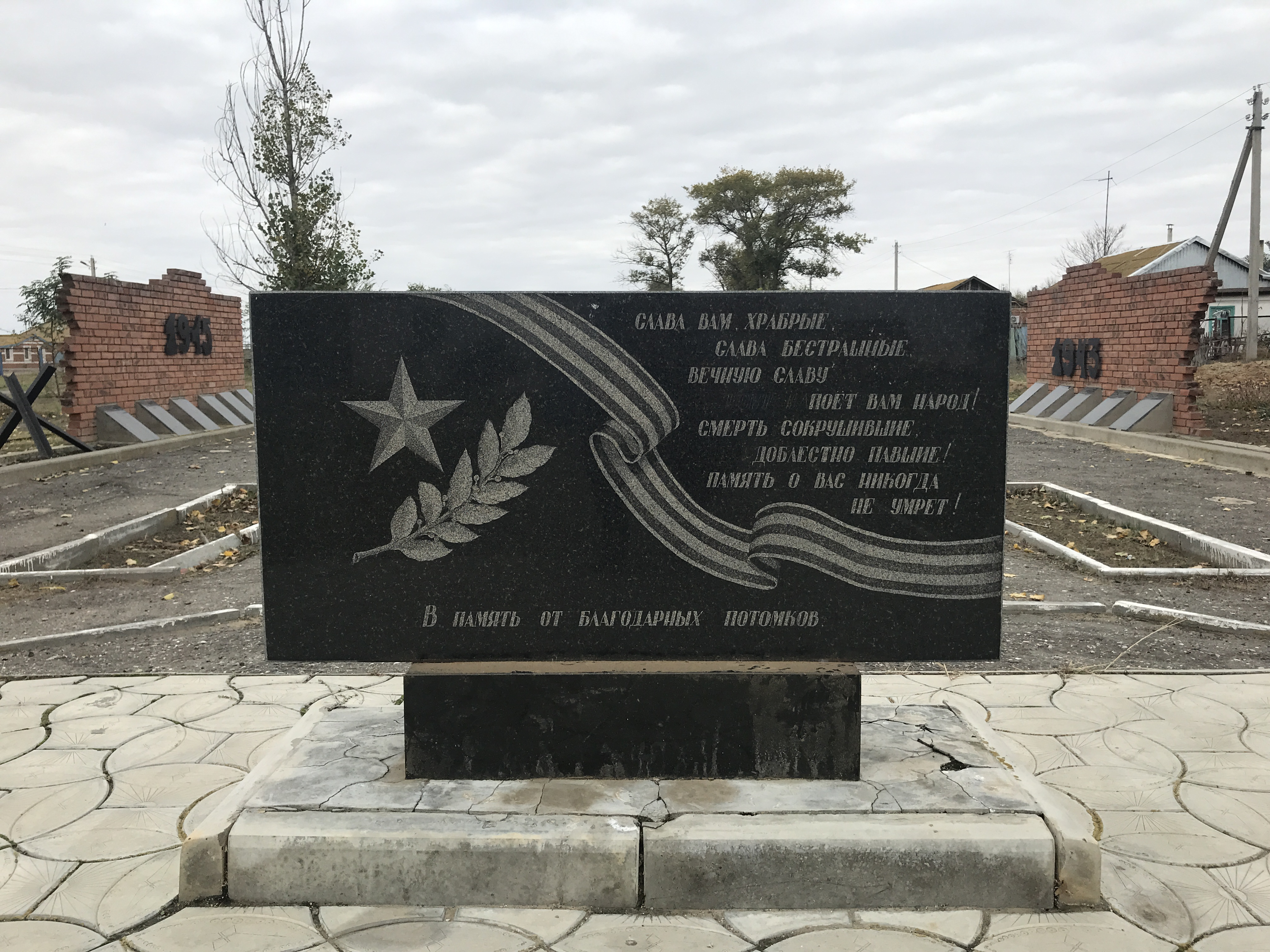
Монумент и мемориал в Джалыково
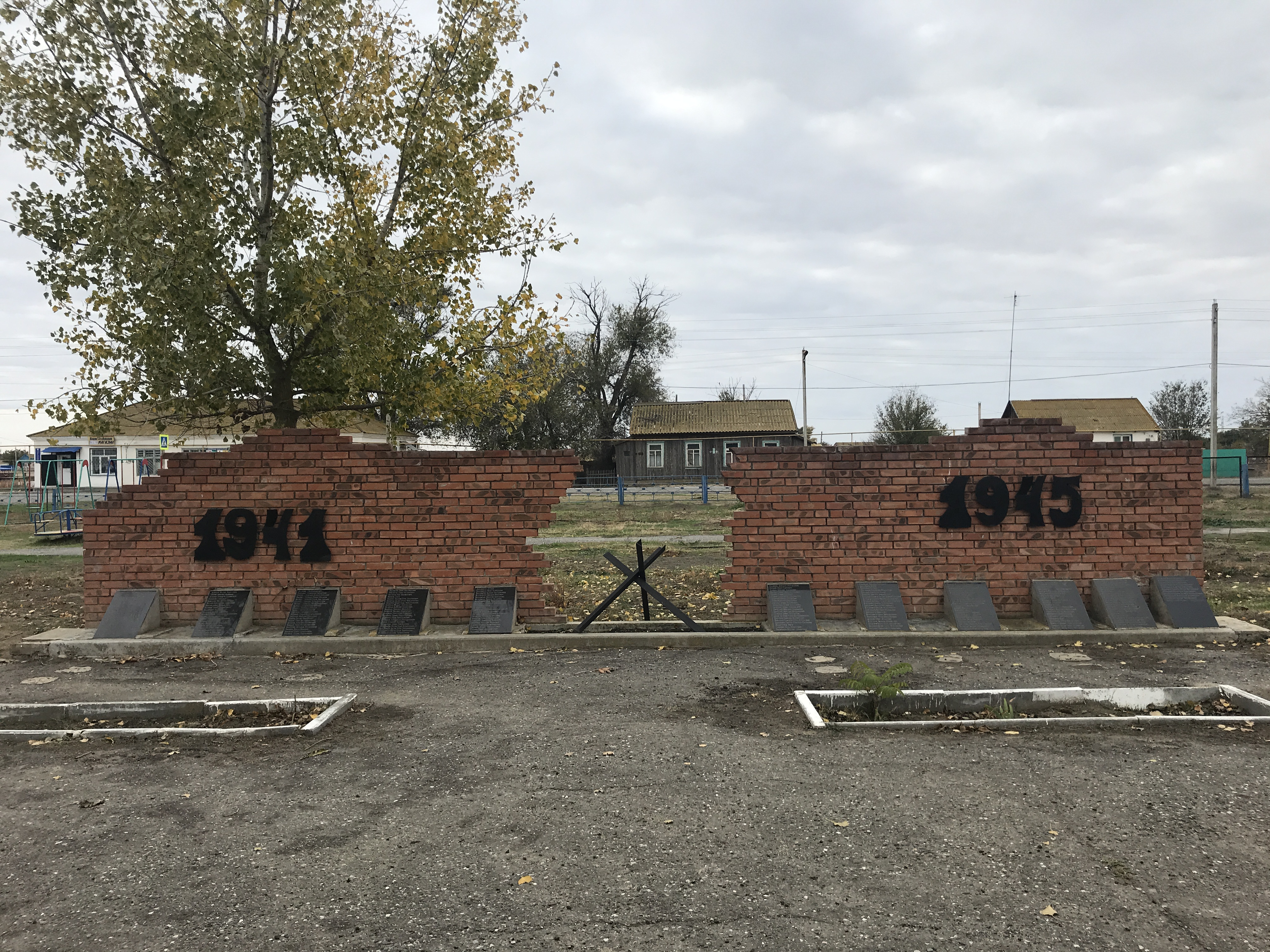
Монумент и мемориал в Джалыково
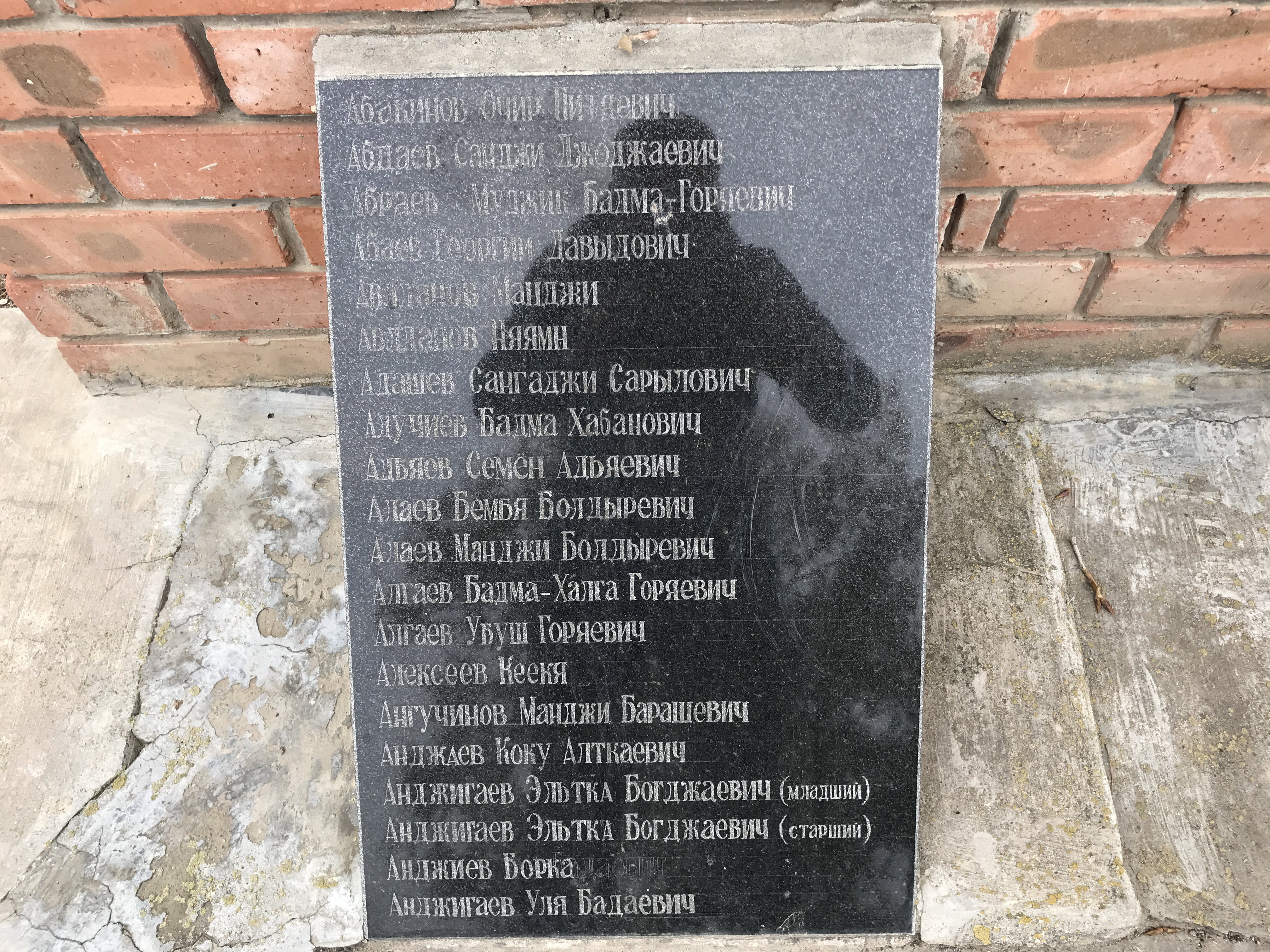
Монумент и мемориал в Джалыково
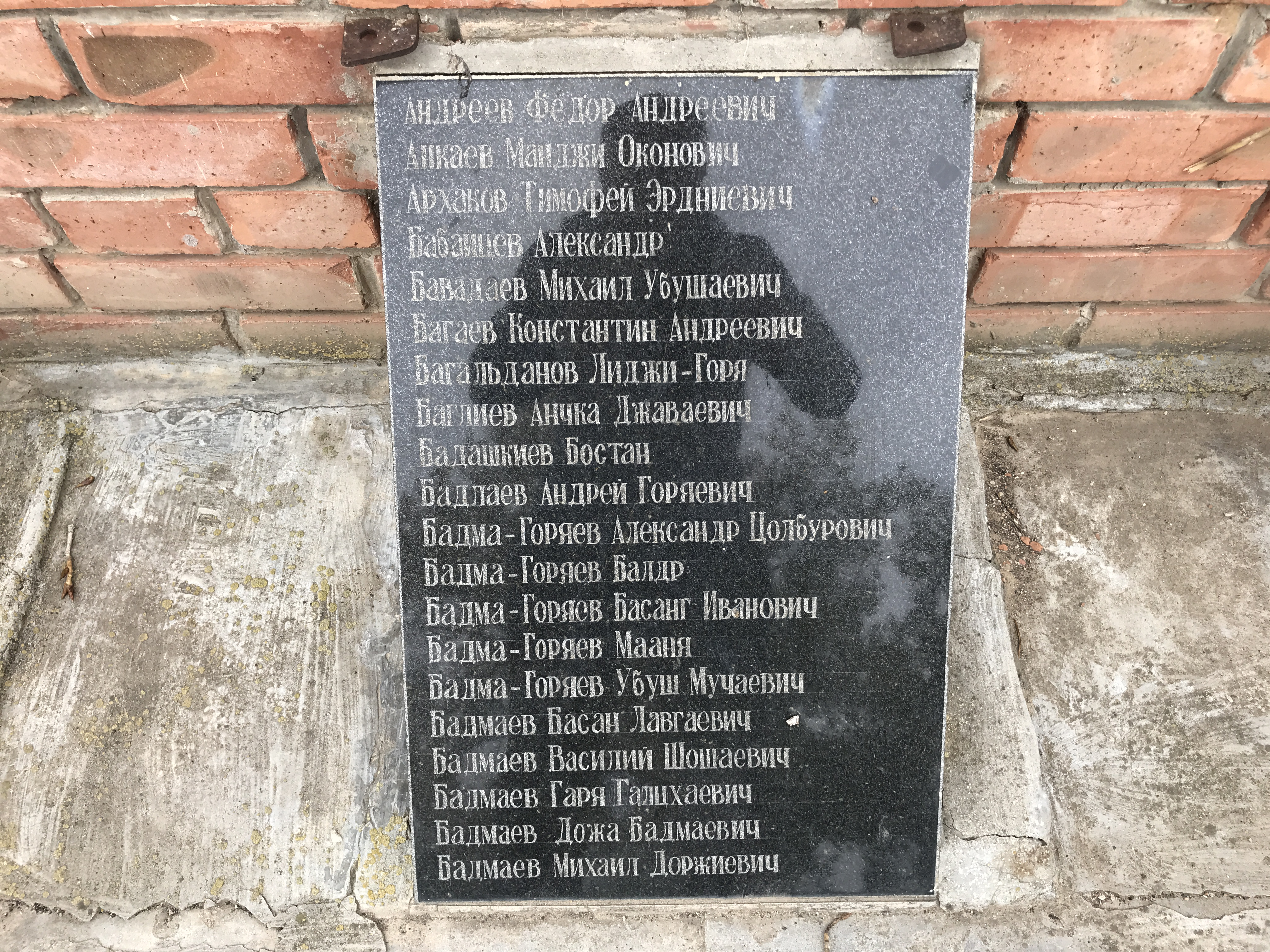
Монумент и мемориал в Джалыково
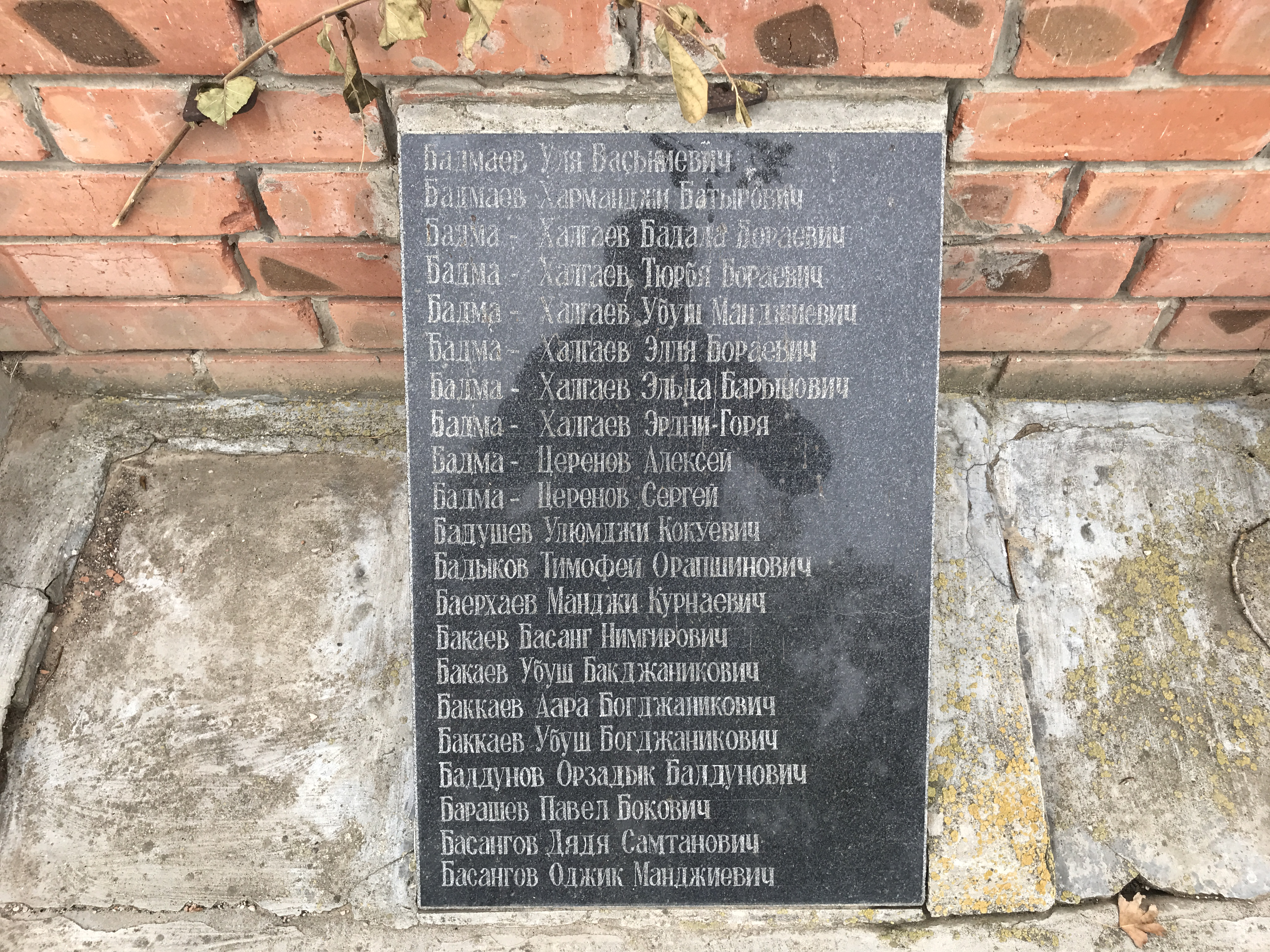
Монумент и мемориал в Джалыково
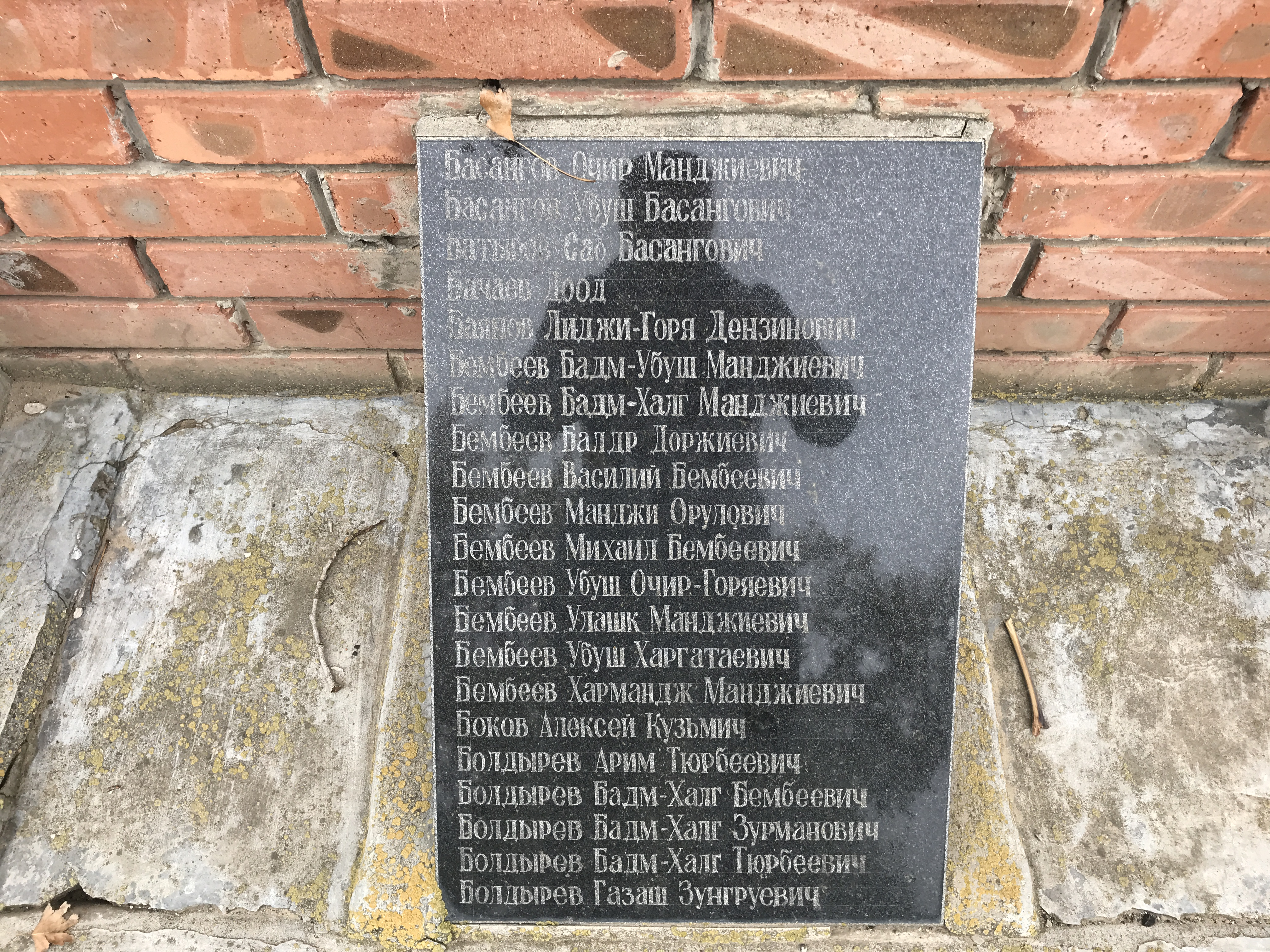
Монумент и мемориал в Джалыково
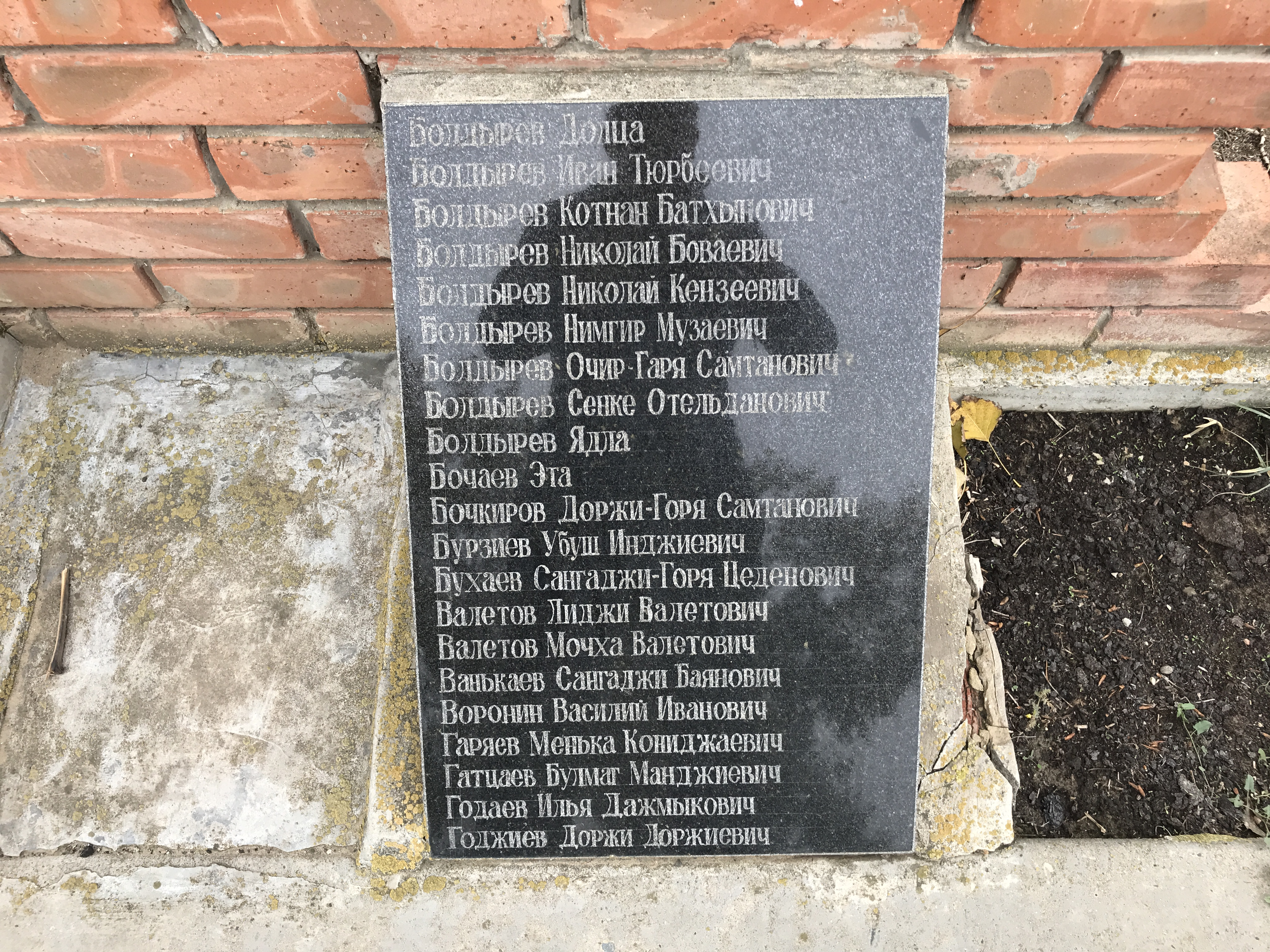
Монумент и мемориал в Джалыково
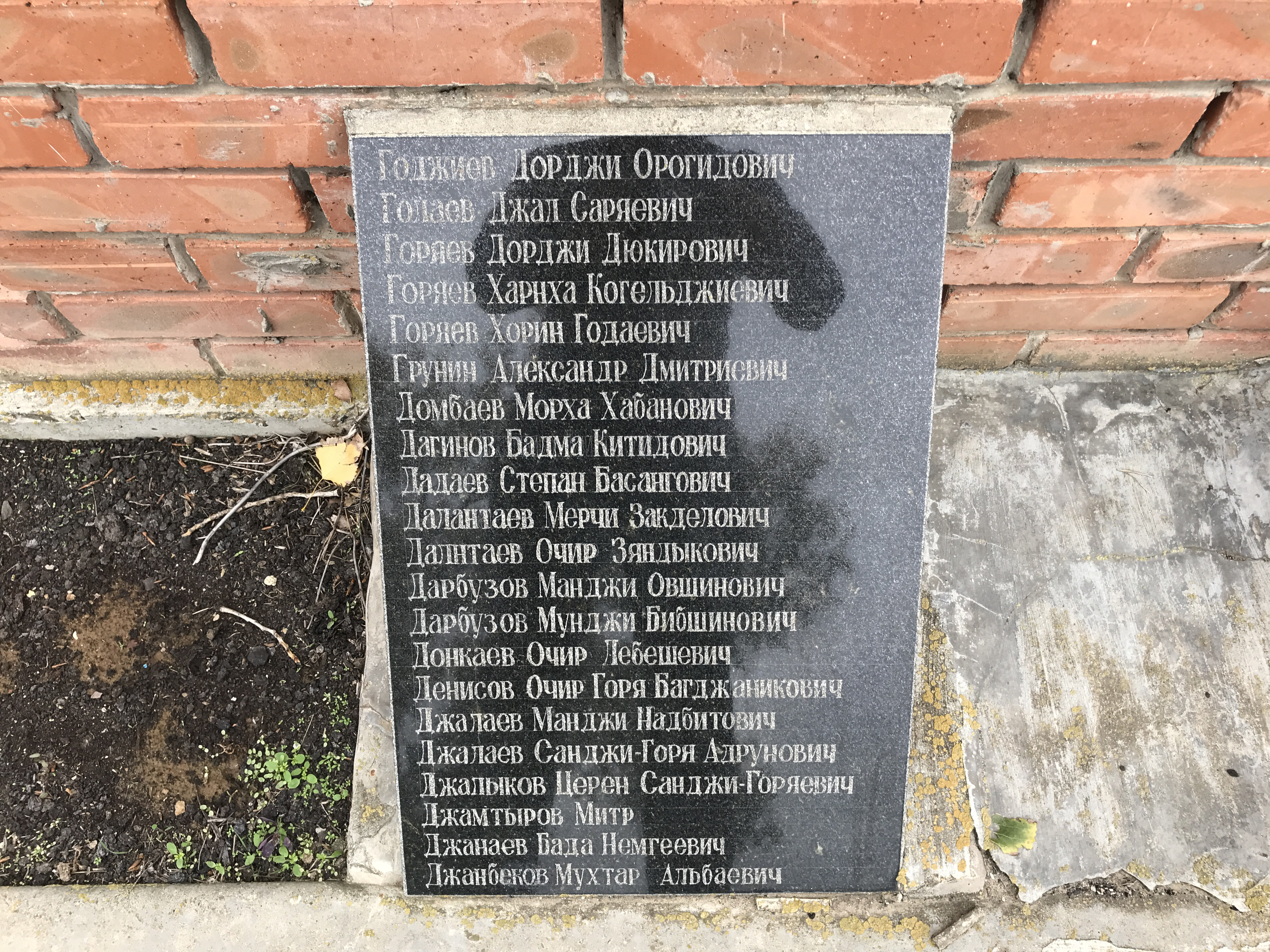
Монумент и мемориал в Джалыково
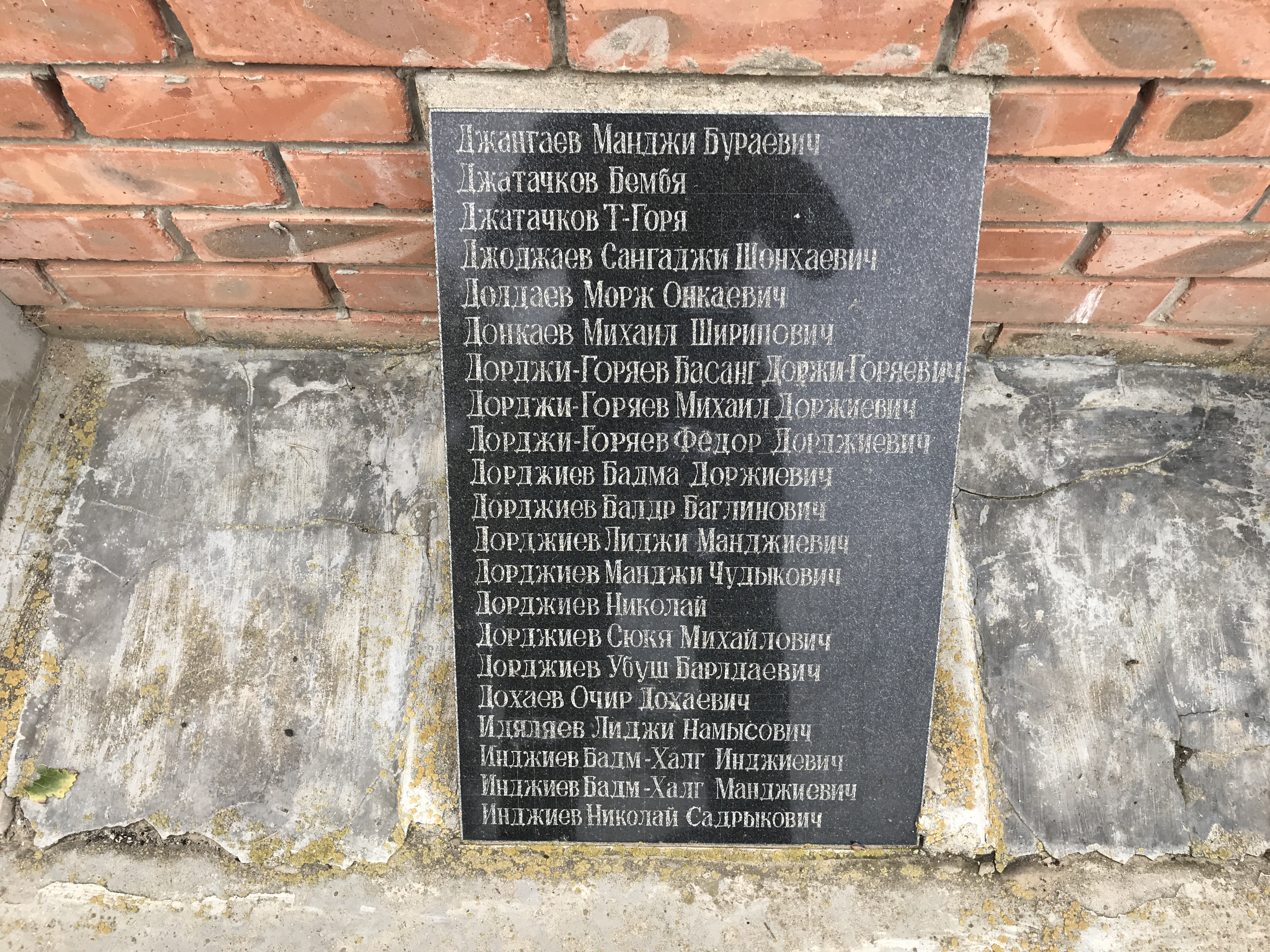
Монумент и мемориал в Джалыково
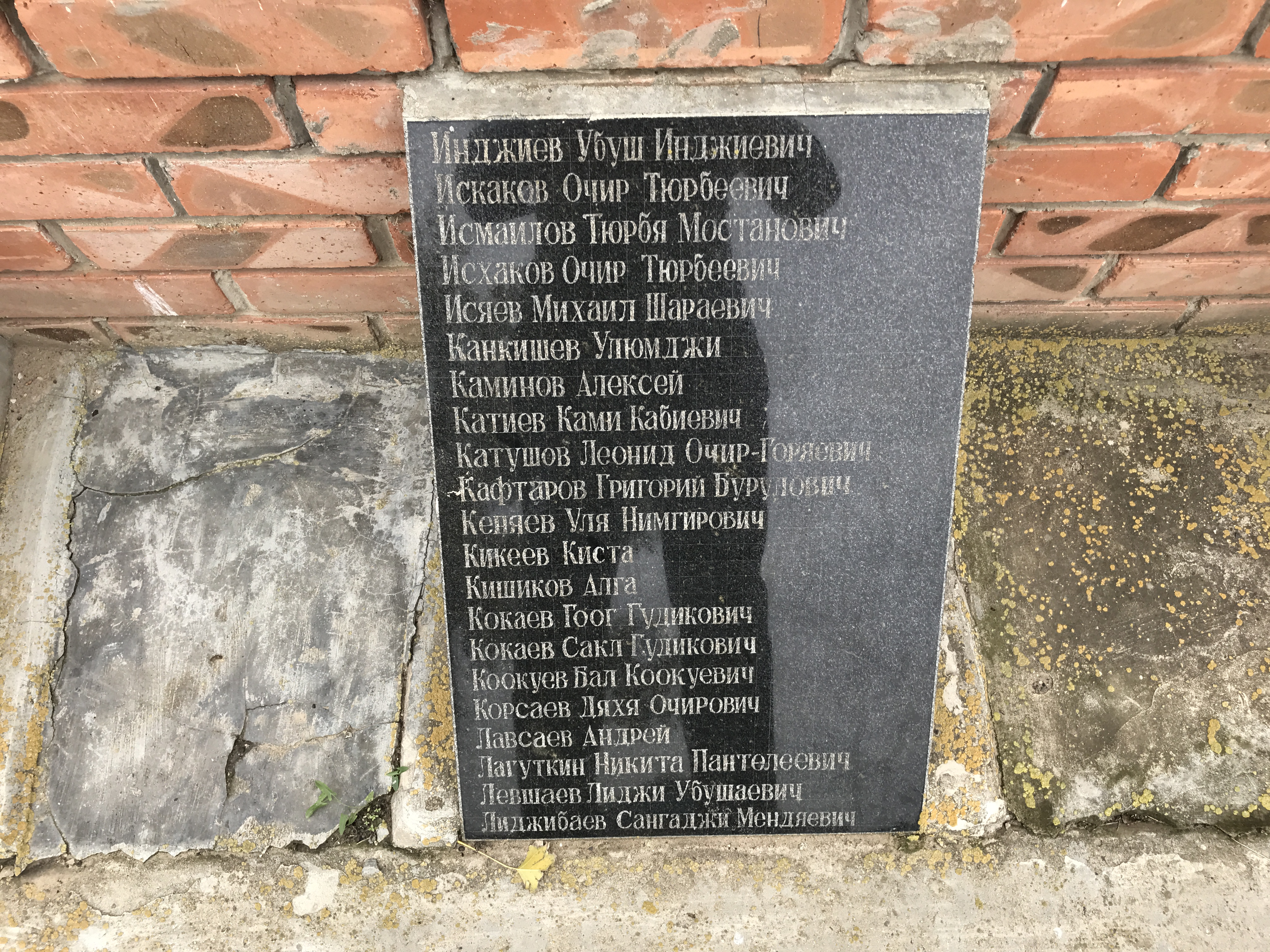
Монумент и мемориал в Джалыково
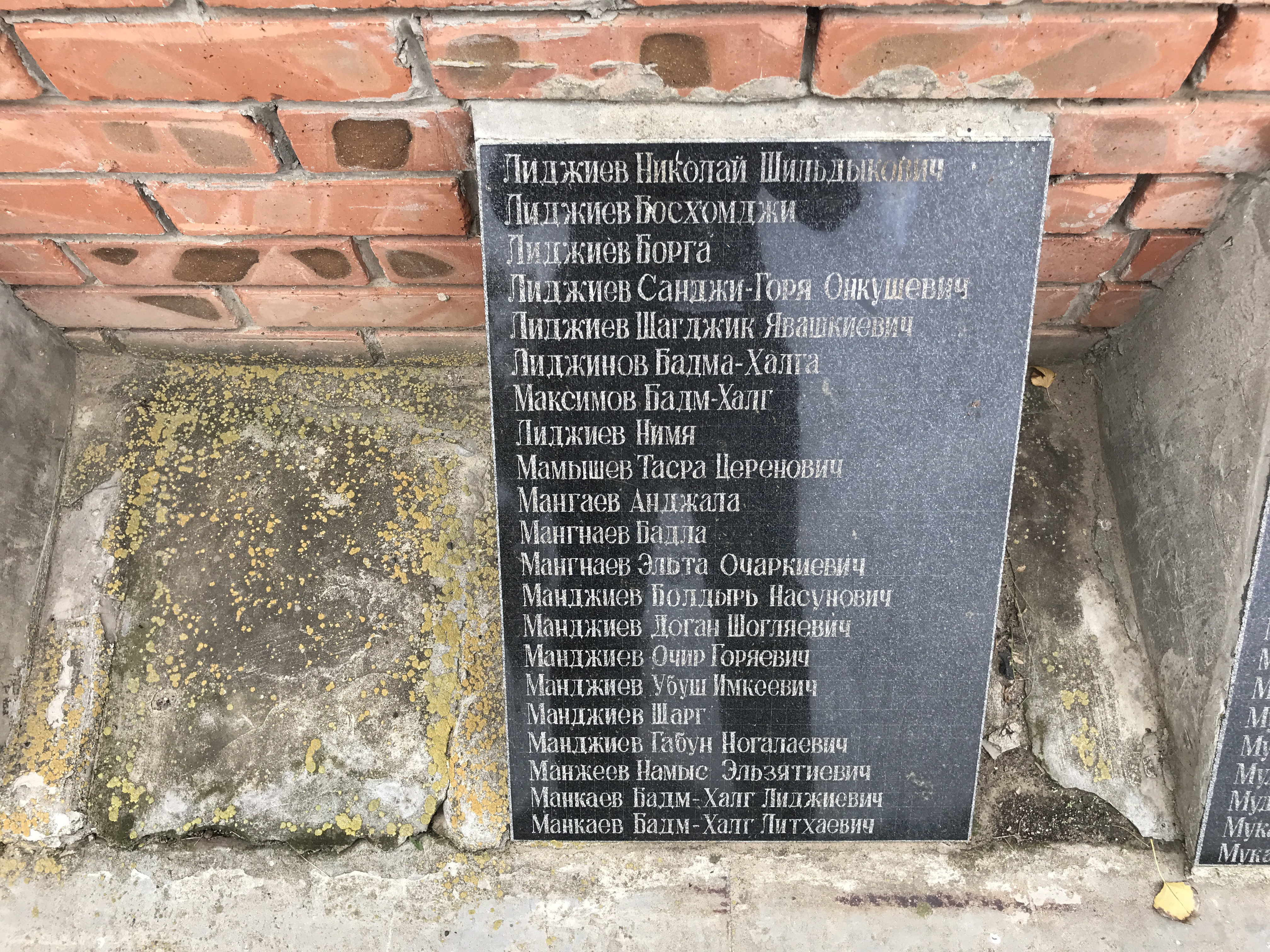
Монумент и мемориал в Джалыково
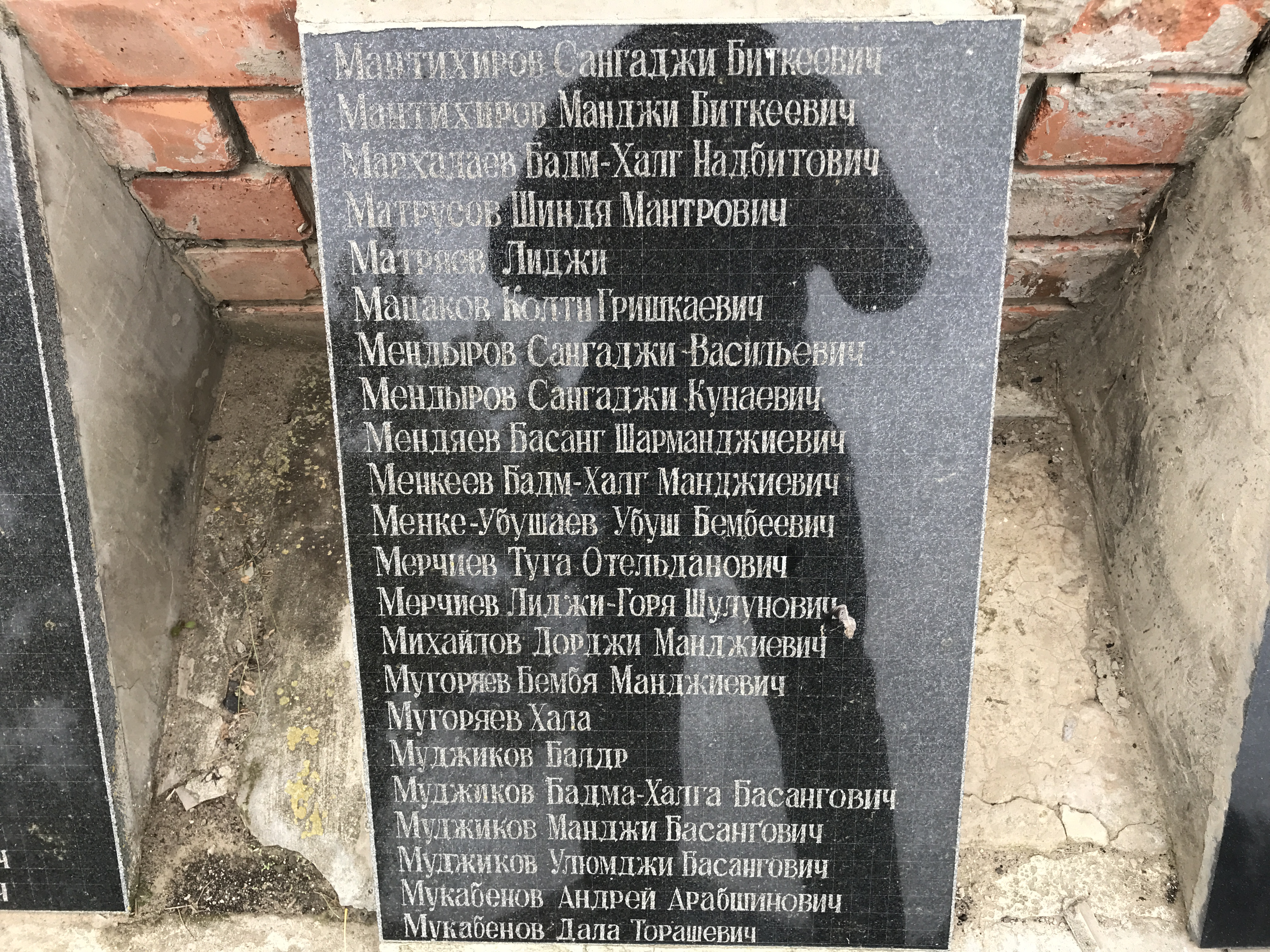
Монумент и мемориал в Джалыково
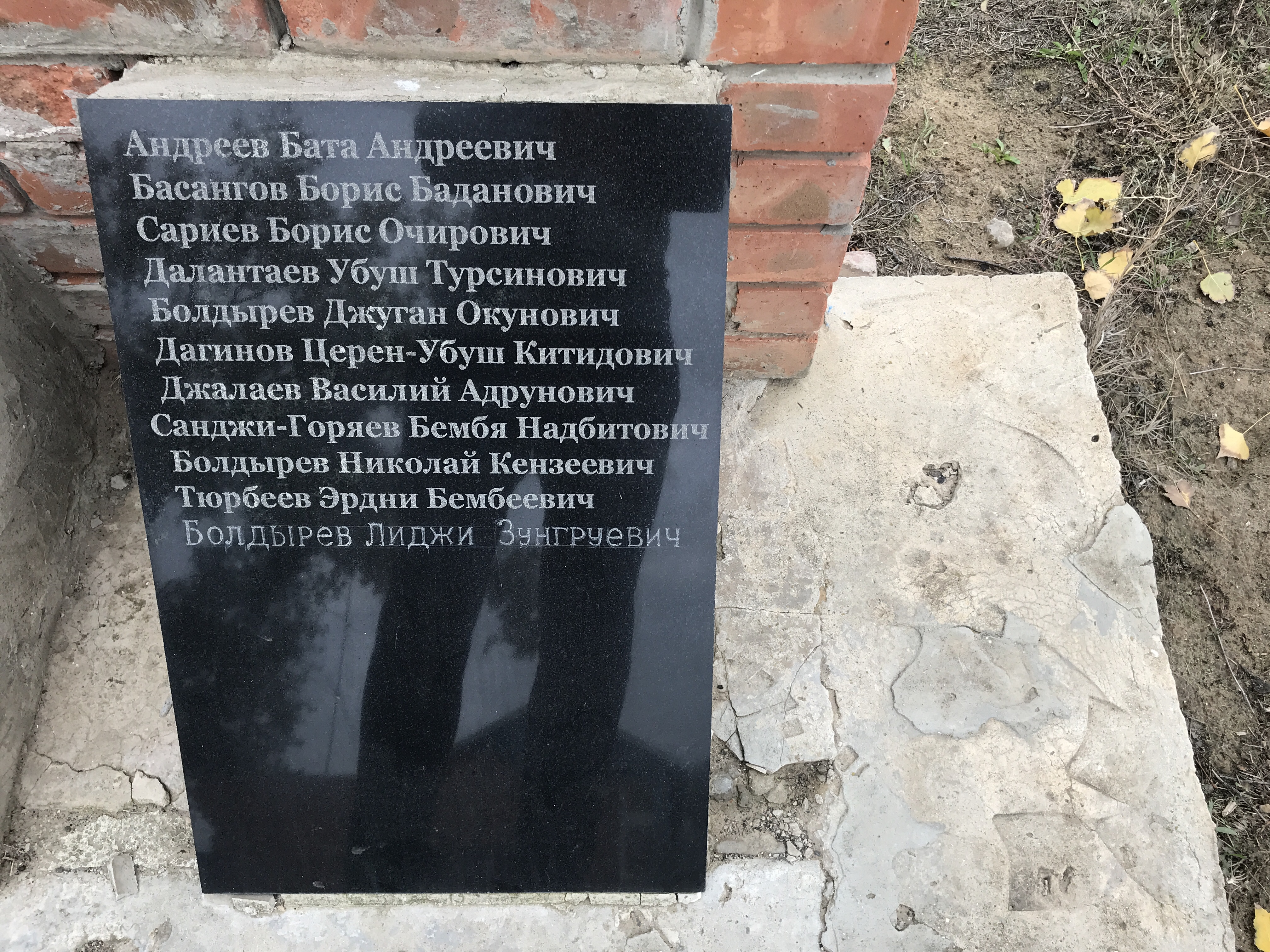
Монумент и мемориал в Джалыково
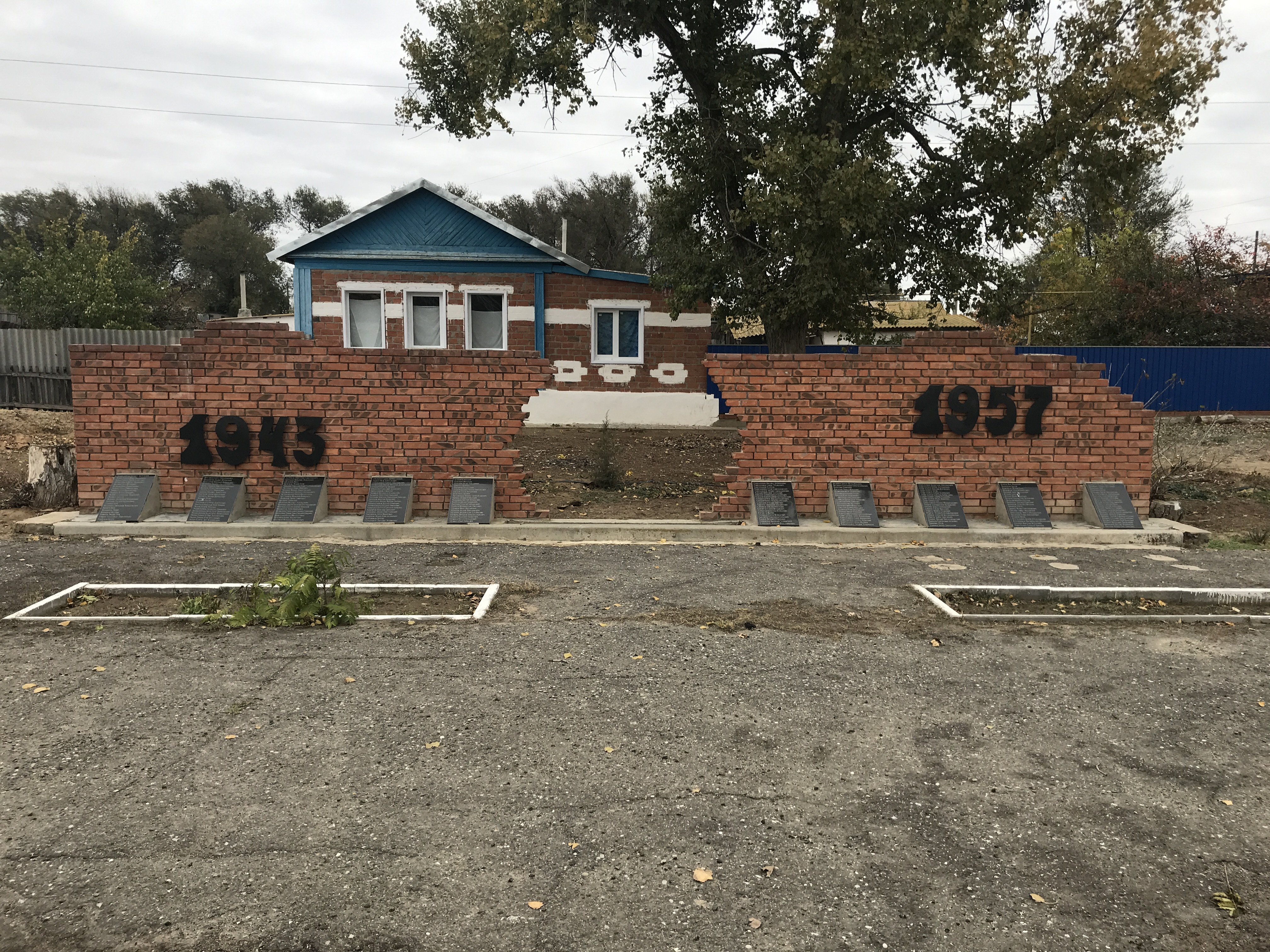
Монумент и мемориал в Джалыково
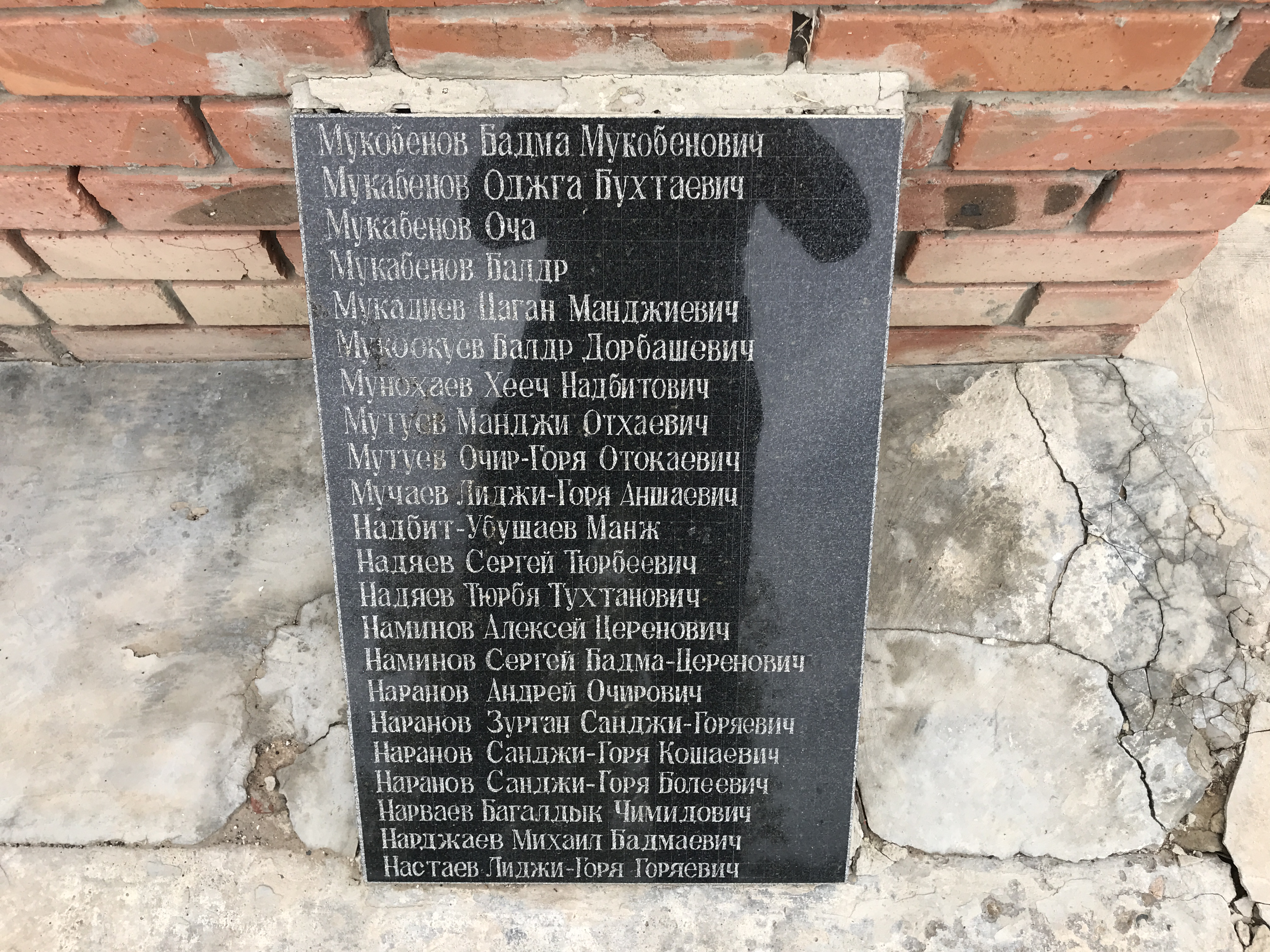
Монумент и мемориал в Джалыково
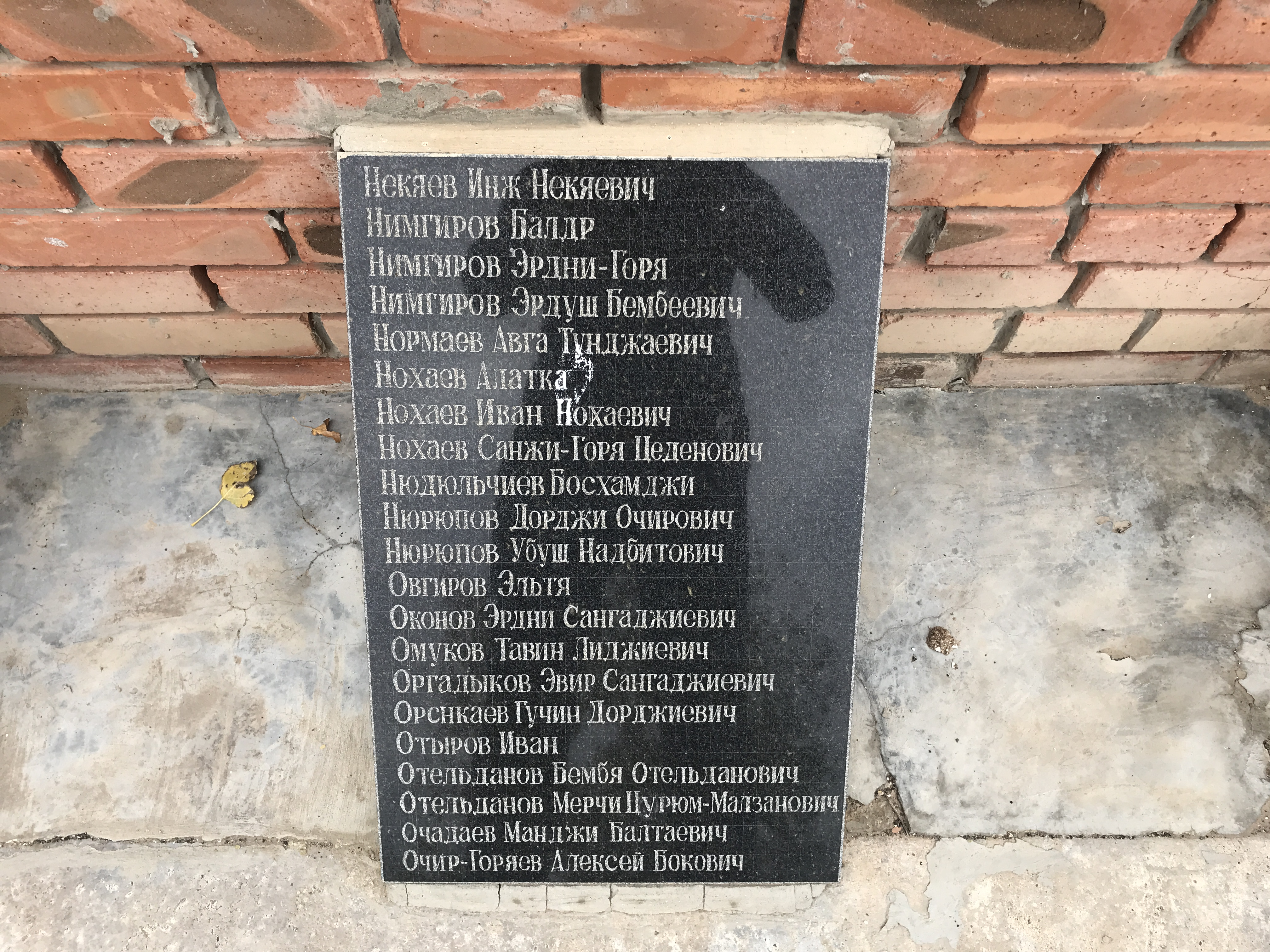
Монумент и мемориал в Джалыково
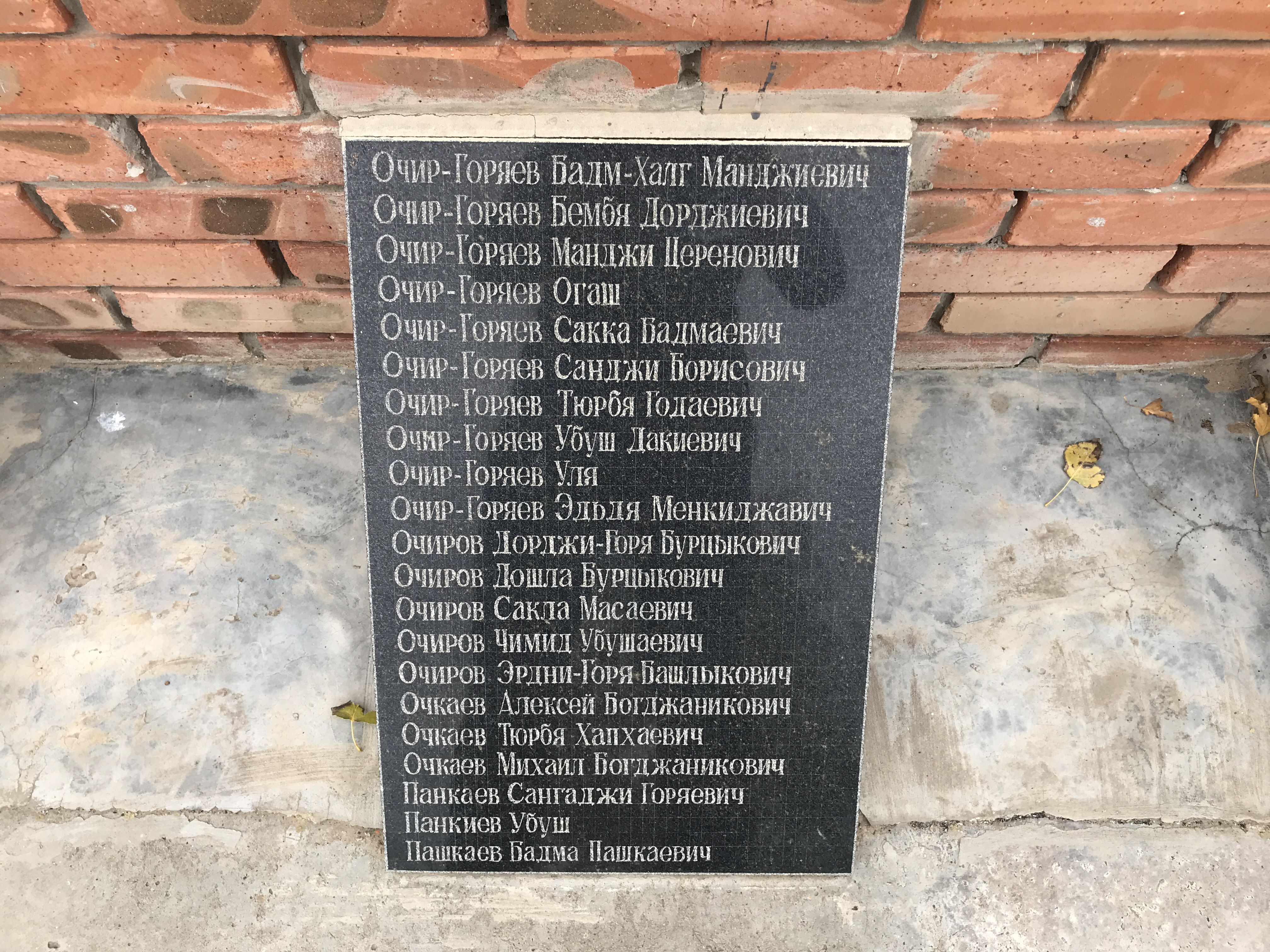
Монумент и мемориал в Джалыково
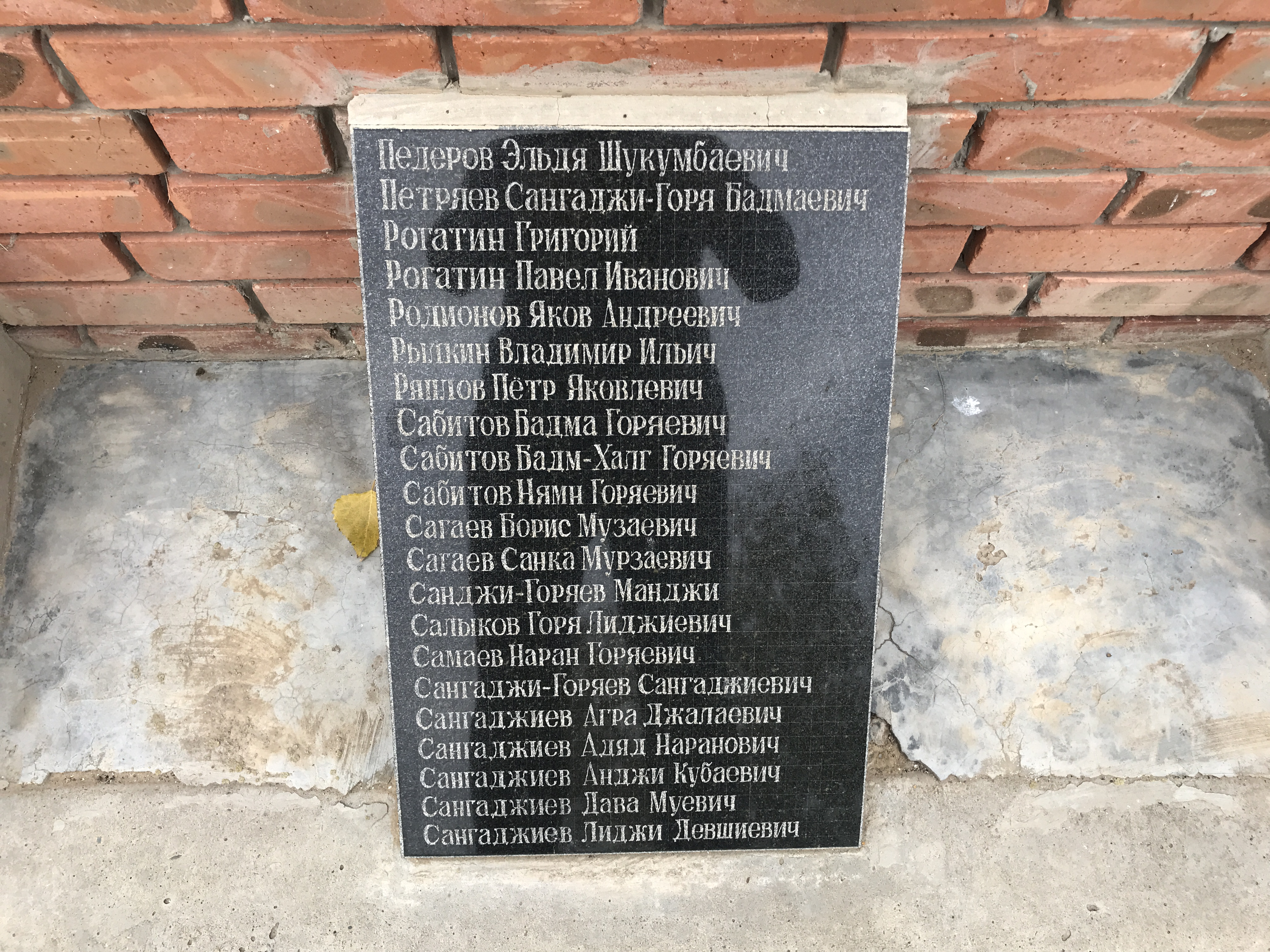
Монумент и мемориал в Джалыково
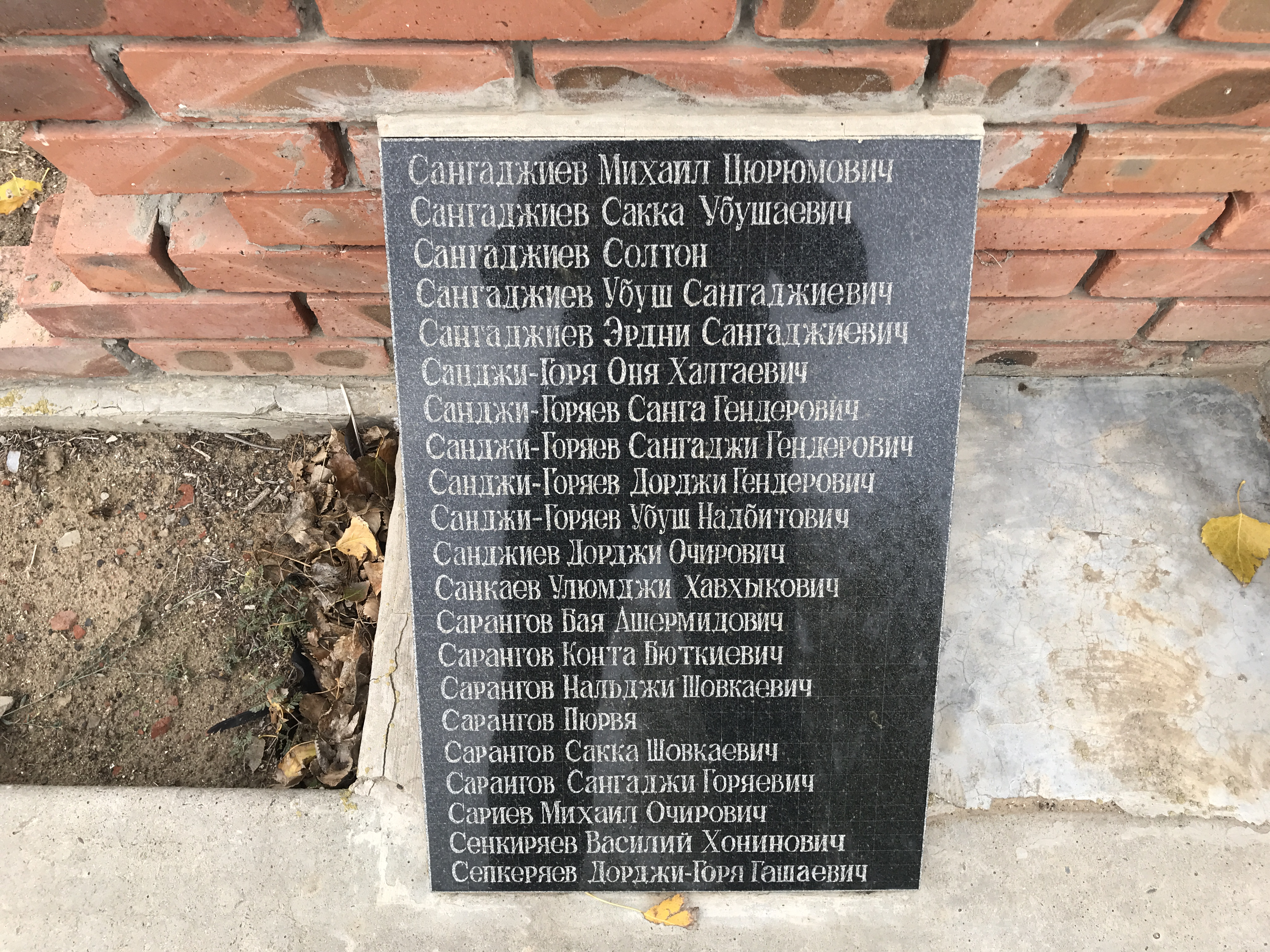
Монумент и мемориал в Джалыково
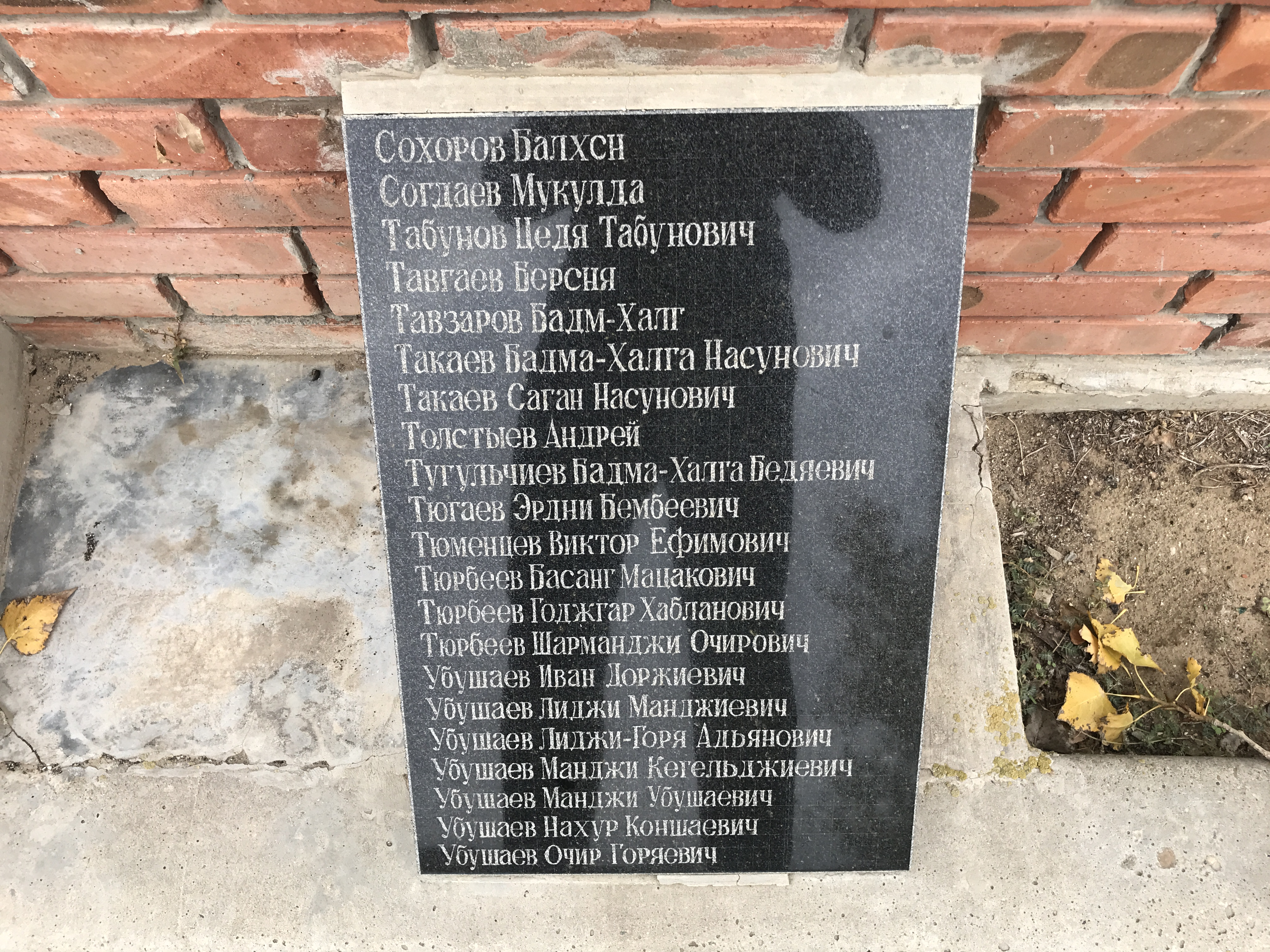
Монумент и мемориал в Джалыково
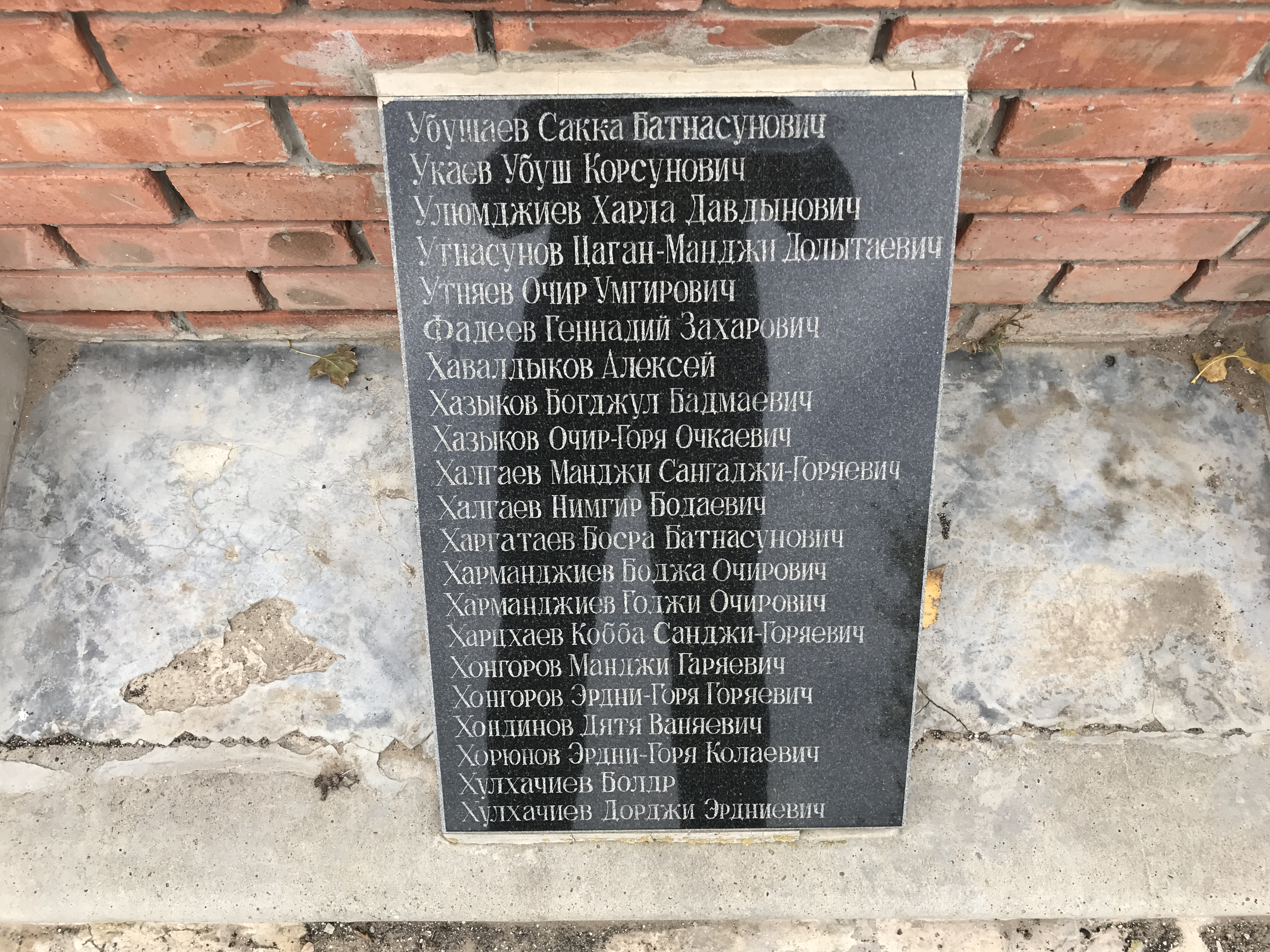
Монумент и мемориал в Джалыково
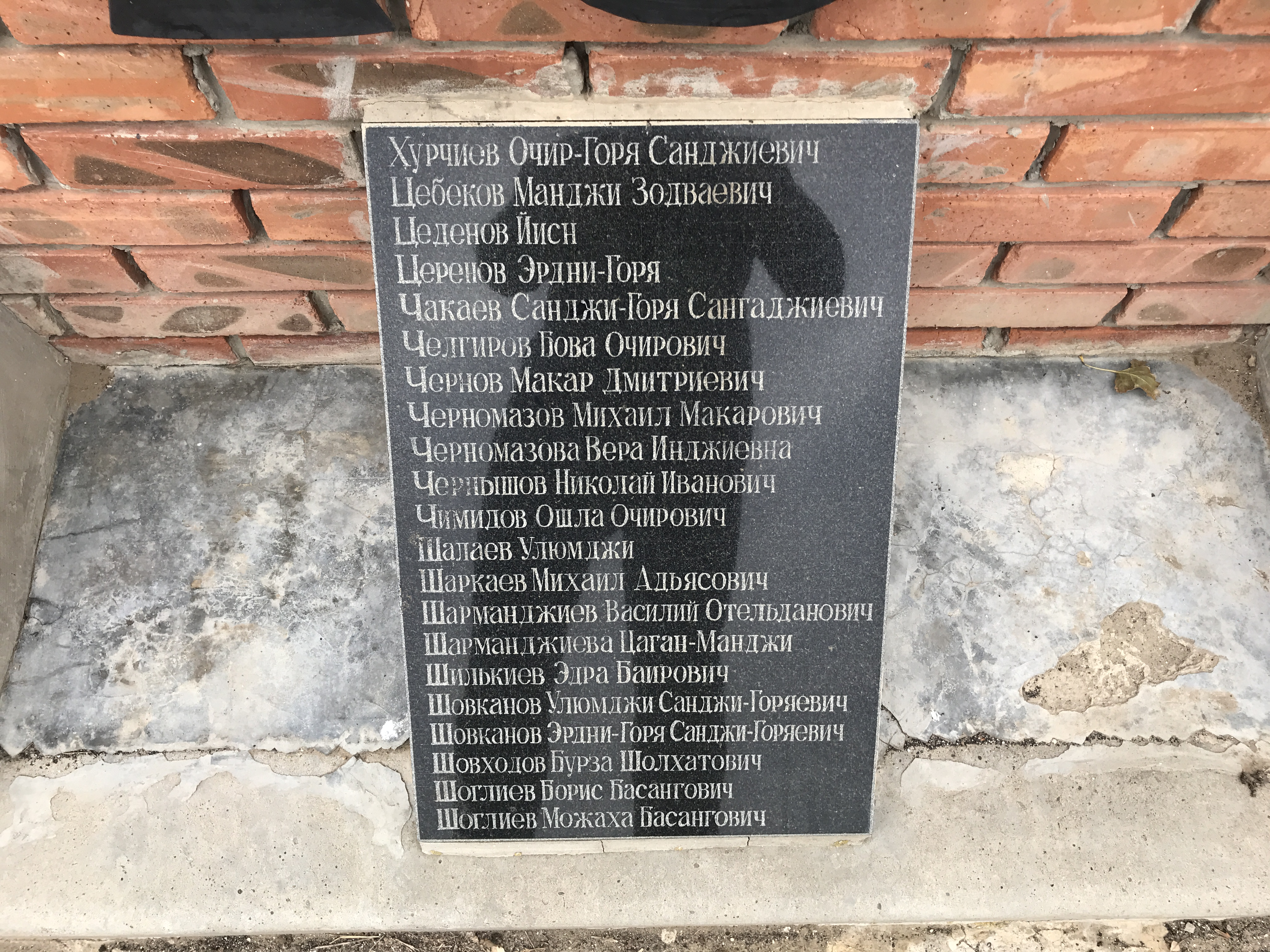
Монумент и мемориал в Джалыково
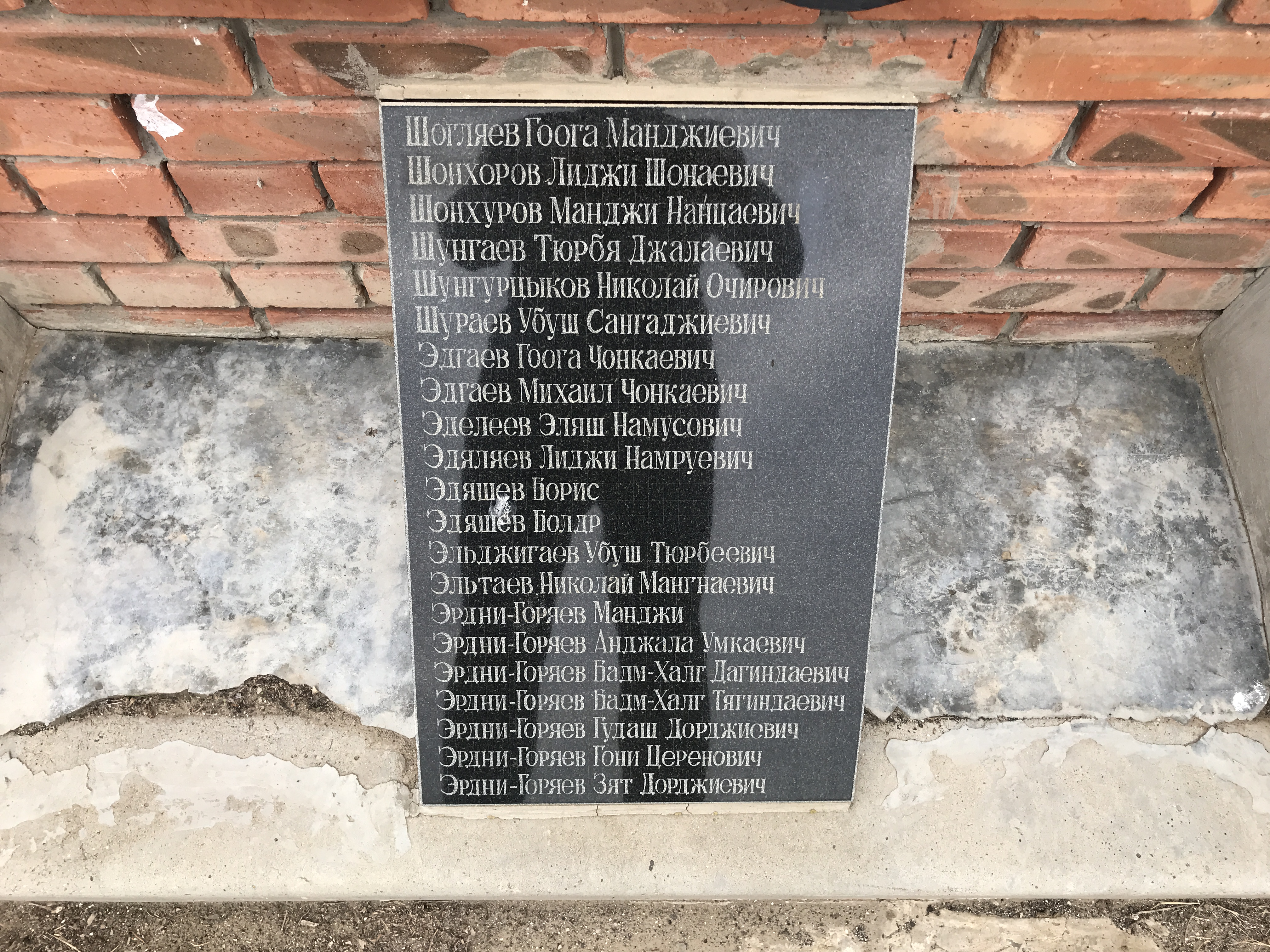
Монумент и мемориал в Джалыково
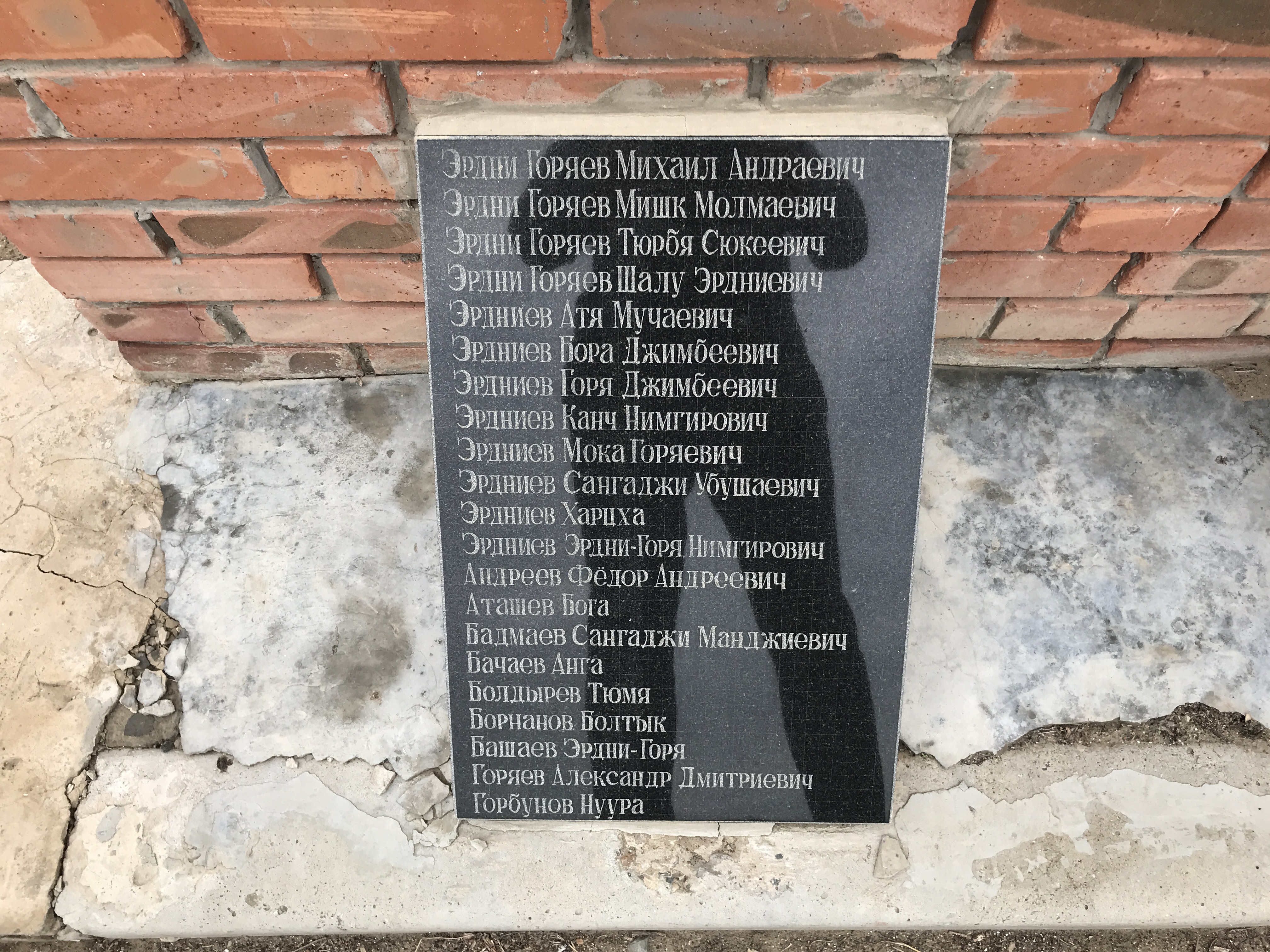
Монумент и мемориал в Джалыково
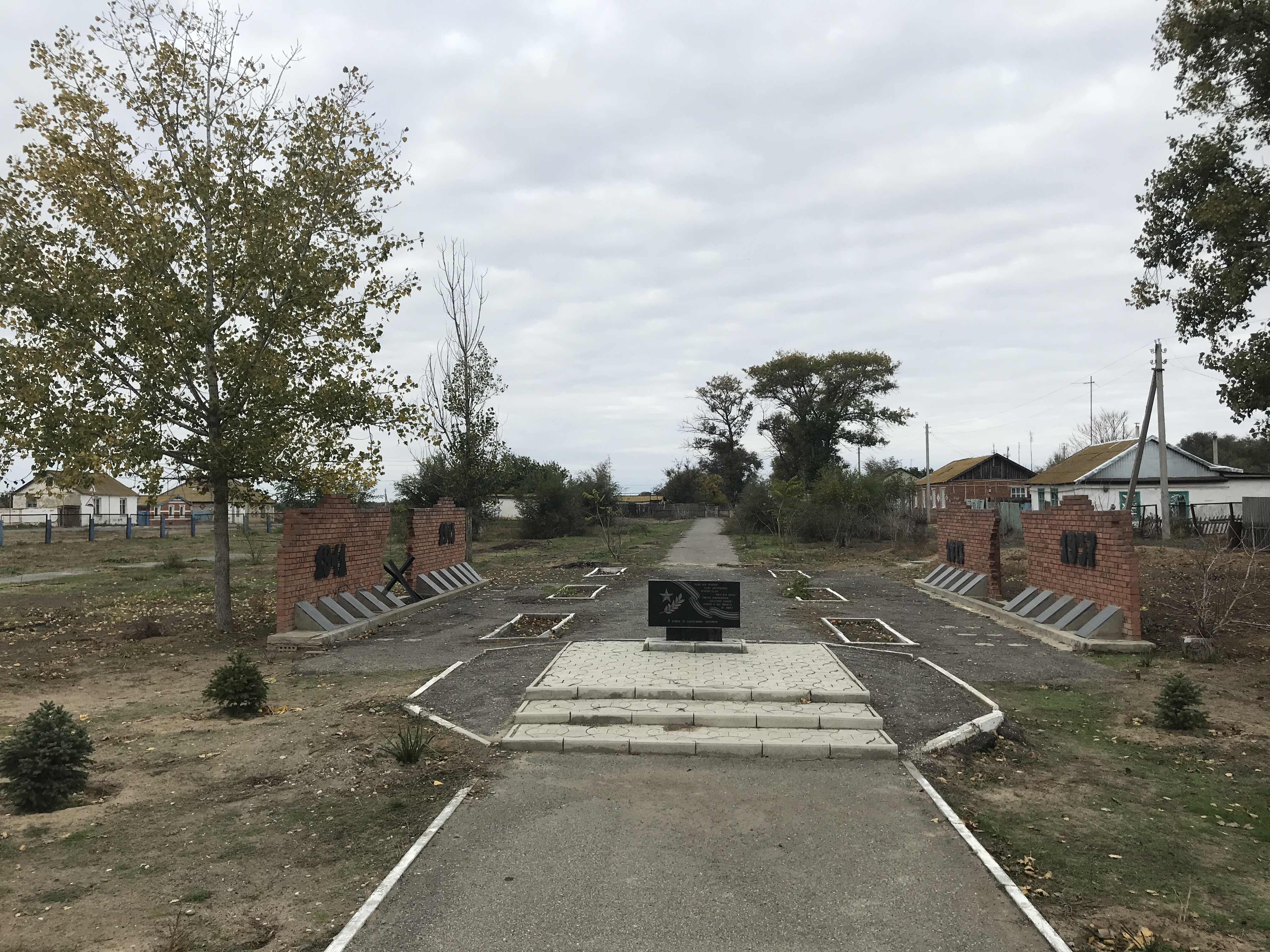
Монумент и мемориал в Джалыково

## Известные жители и уроженцы
- Ходжгуров, Адьян Тюрбеевич — Герой Социалистического Труда.